# Hongkong
Hongkong (kantonesiska: 香港 Hēunggóng (Yale) / hoeng1gong2 (Jyutping); standardkinesiska: 香港 Xiānggǎng; engelska: Hong Kong) är en särskild administrativ region (SAR) i södra Kina, söder om provinsen Guangdong. Hongkong har en marknadsekonomi som är uppbyggd kring internationell handel och är idag ett av världens ledande finansiella centra.
Hongkong var en brittisk besittning från 1841 till 1997 och är idag liksom Macao en av två särskilda administrativa regioner i Kina.  Områdets självständighet är omstritt. Under 2014 och 2019 ägde omfattande protester rum i Hongkong, med deltagande från flera olika grupper i samhället. Under Covid-19-pandemin 2020 skapades rubriker när Kina återigen försökte avskaffa Hongkongs demokratiska strävanden. I juni 2020 införde Kinas folkkongress en ny - hårt kritiserad - säkerhetslag i Hongkong som gör det möjligt för styret att gripa och lagföra personer som anses utgöra ett hot mot den "nationella säkerheten".
Hongkongs ekonomi drabbades hårt av sars 2003 men har sedan återhämtat sig och visar på god tillväxt. Guangdongprovinsen och Pärlflodsdeltat utgör en viktig marknad för Hongkongs tjänsteekonomi. Dominerande sektorer i Hongkongs ekonomi är logistik, finans, turism och handel. Hongkongs regering och näringsliv har traditionellt haft en mycket en stark och självständig tradition i förhållande till både Kina och omvärlden.
Hongkong indelas vanligen i Hongkongön, Kowloon, Nya territorierna och de utanförliggande öarna. Områdets administrativa centrum ligger på Hongkongöns nordsida, vid Victoria Harbour.

## Geografi

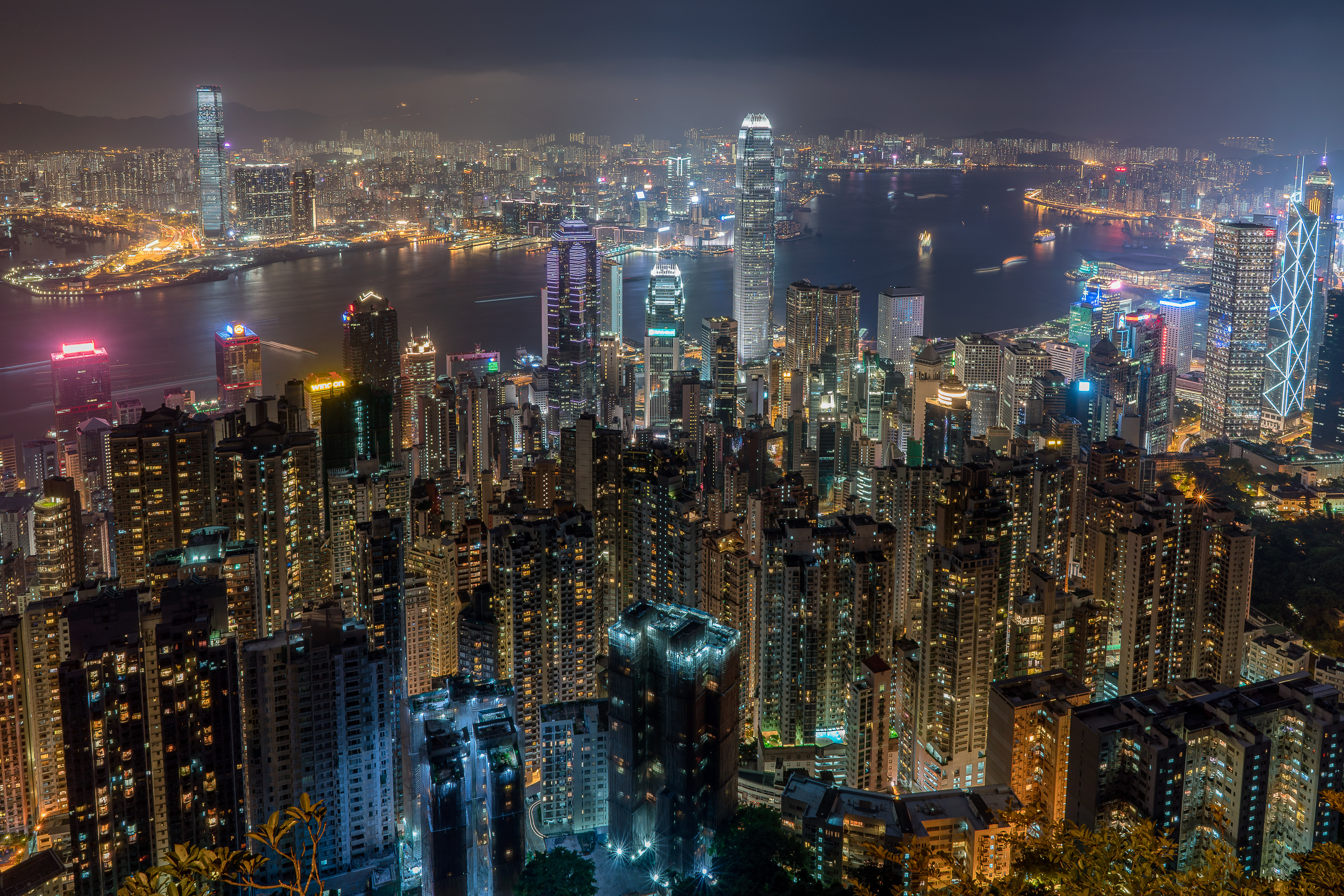
Hongkongs hamn sedd från Victoria Peak.

Hongkong ligger vid kusten mot Sydkinesiska havet och vid Pärlflodens mynning. Den tidigare kolonin omfattar en stor och oregelbundet formad halvö, och dessutom 235 öar, varav den viktigaste är Hongkongön. Andra större öar är Lantau, Cheung Chau, Lamma, Peng Chau och Tsing Yi.
Territoriet indelas i enheterna Hongkong Island, Kowloon, Nya territorierna och de omkringliggande öarna (outlying islands).
Av arean på 1 104 km² (en yta något mindre än Ölands) är bara 25 % urbaniserad. Stora delar av ön består av områden av branta och stora bergspartier; bara i norr på New Territories är det ett större slättland. Högsta berget är Tai Mo Shan med 958 meter över havet; det mest kända är Victoria Peak med 554 meter över havet.

### Klimat
Trots att staden ligger inom den tropiska zonen har Hongkong ett fuktigt subtropiskt klimat. Detta beror bland annat på att de berg som omger staden fångar in svalare luft under vinterperioden.
Normala temperaturer och nederbörd i Hongkong:
|                                            | Jan | Feb | Mar | Apr | Maj | Jun | Jul | Aug | Sep | Okt | Nov | Dec |
| ------------------------------------------ | --- | --- | --- | --- | --- | --- | --- | --- | --- | --- | --- | --- |
| Normaldygnets maximitemperaturs medelvärde | 19  | 19  | 21  | 25  | 28  | 30  | 31  | 31  | 30  | 28  | 24  | 20  |
| Normaldygnets minimitemperaturs medelvärde | 14  | 15  | 17  | 21  | 24  | 26  | 27  | 27  | 26  | 24  | 20  | 16  |
|                                            |     |     |     |     |     |     |     |     |     |     |     |     |
| Nederbörd                                  | 25  | 54  | 82  | 175 | 305 | 456 | 375 | 432 | 328 | 101 | 38  | 27  |

| Diagram | temperaturer i °C • månadsnederbörd i mm | temperaturer i °C • månadsnederbörd i mm | temperaturer i °C • månadsnederbörd i mm | temperaturer i °C • månadsnederbörd i mm | temperaturer i °C • månadsnederbörd i mm | temperaturer i °C • månadsnederbörd i mm | temperaturer i °C • månadsnederbörd i mm | temperaturer i °C • månadsnederbörd i mm | temperaturer i °C • månadsnederbörd i mm | temperaturer i °C • månadsnederbörd i mm | temperaturer i °C • månadsnederbörd i mm | temperaturer i °C • månadsnederbörd i mm |
|         | 25 19 14                                 | 54 19 15                                 | 82 21 17                                 | 175 25 21                                | 305 28 24                                | 456 30 26                                | 375 31 27                                | 432 31 27                                | 328 30 26                                | 101 28 24                                | 38 24 20                                 | 27 20 16                                 |

## Historia

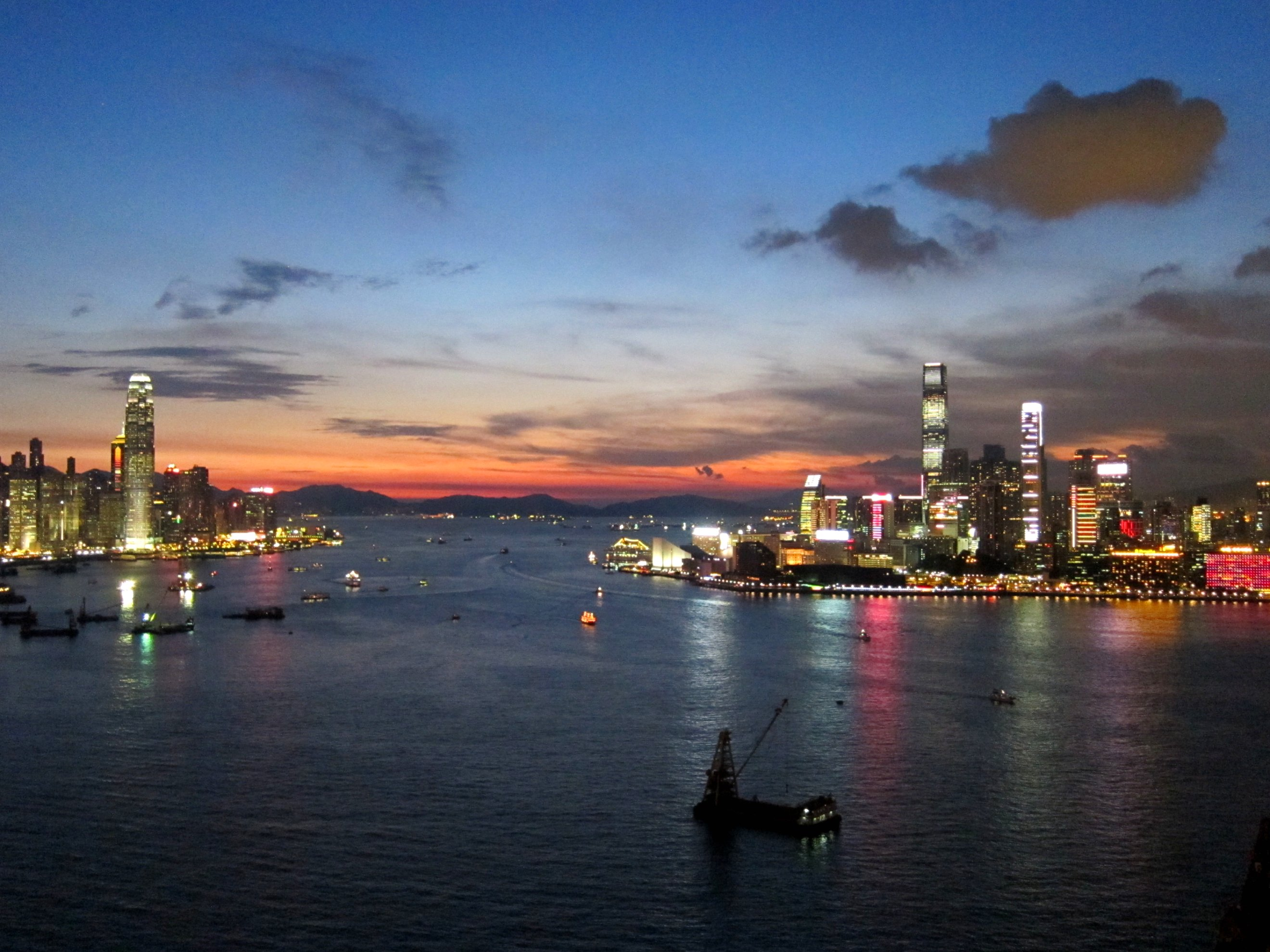
Victoria Harbour i Hongkong.

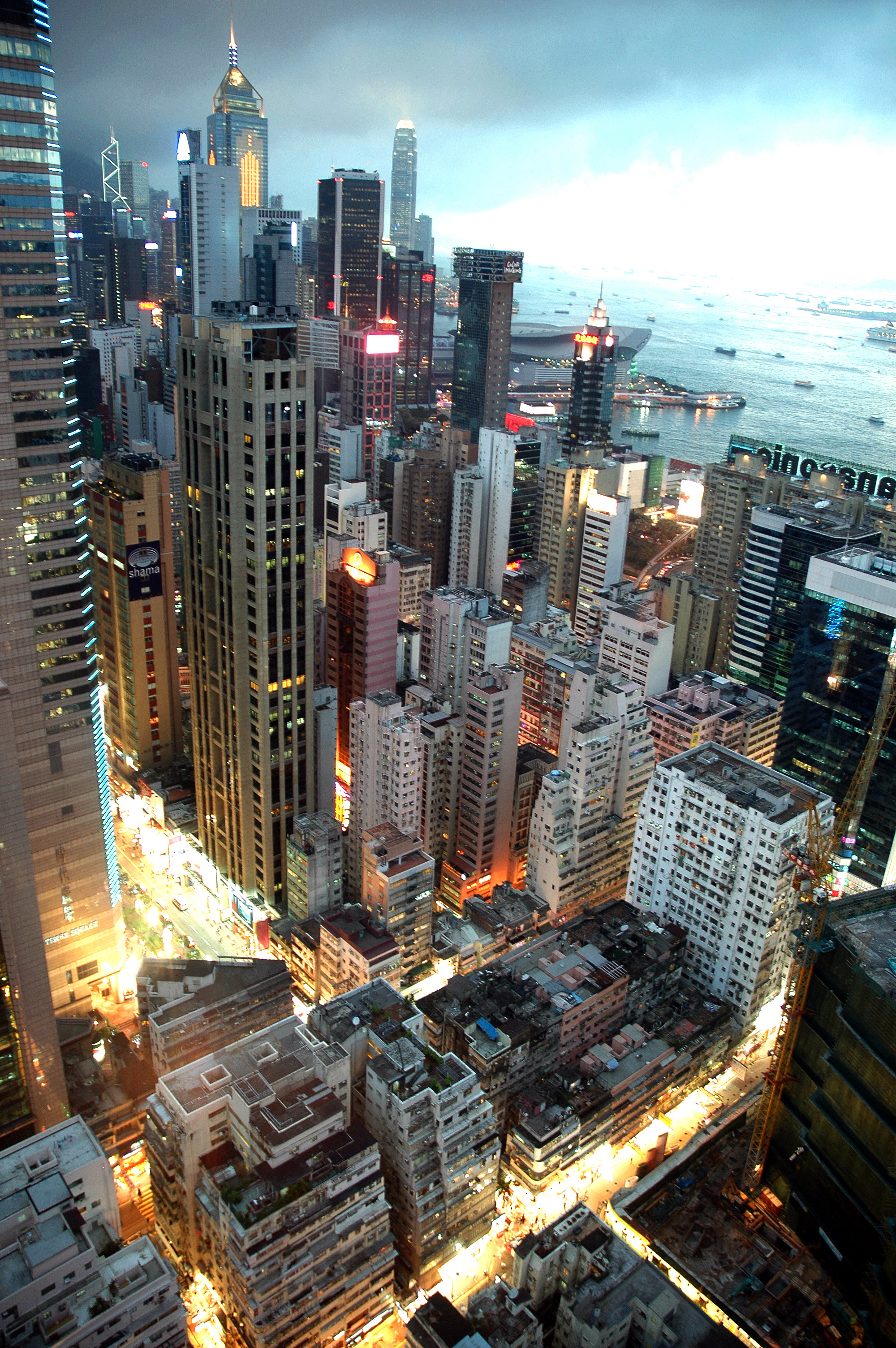
Causeway Bay.

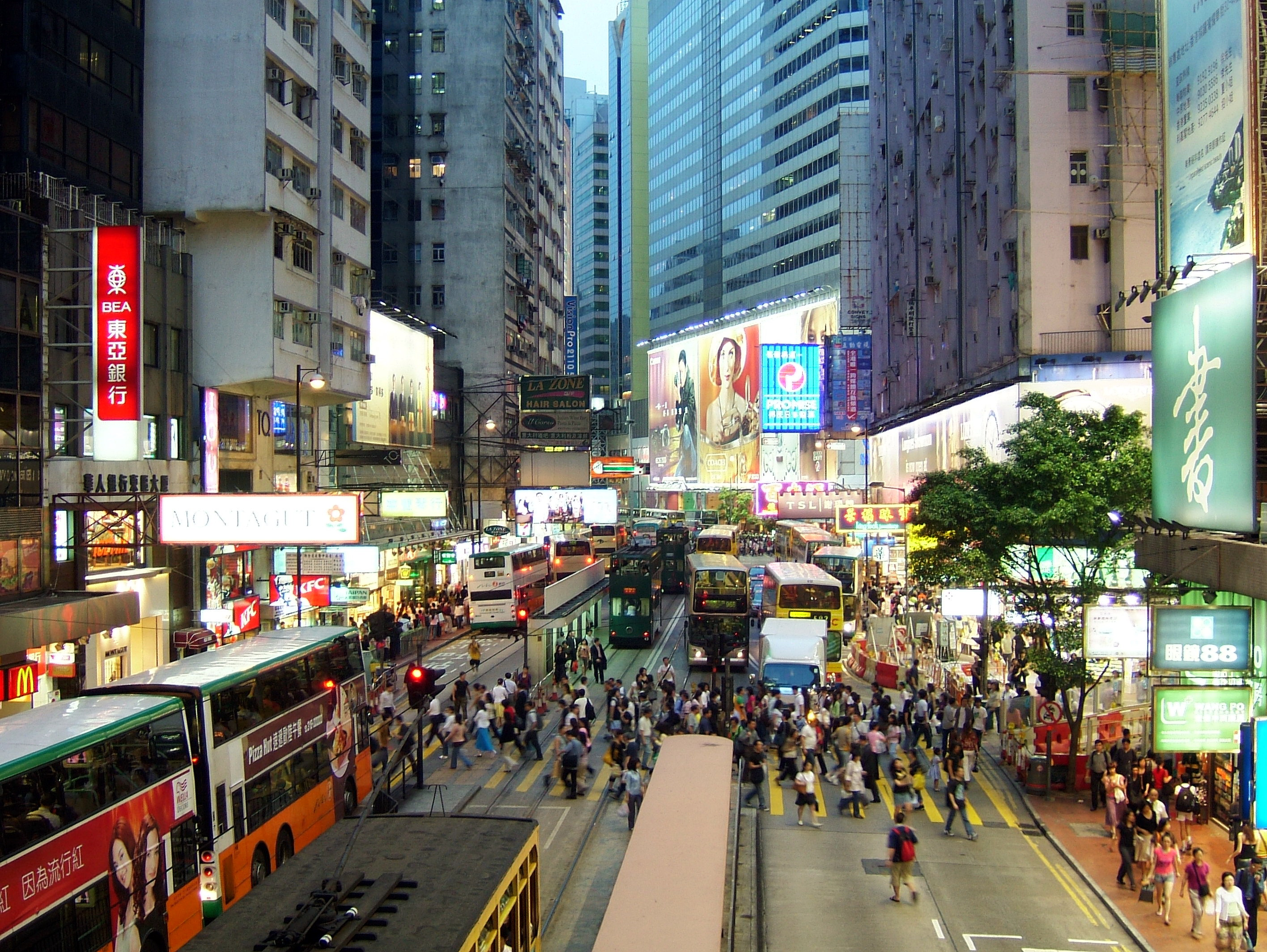
Yee Wo Street.

Hongkongs flagga 1959-1997.

Hongkongs heraldiska vapen 1959-1997.

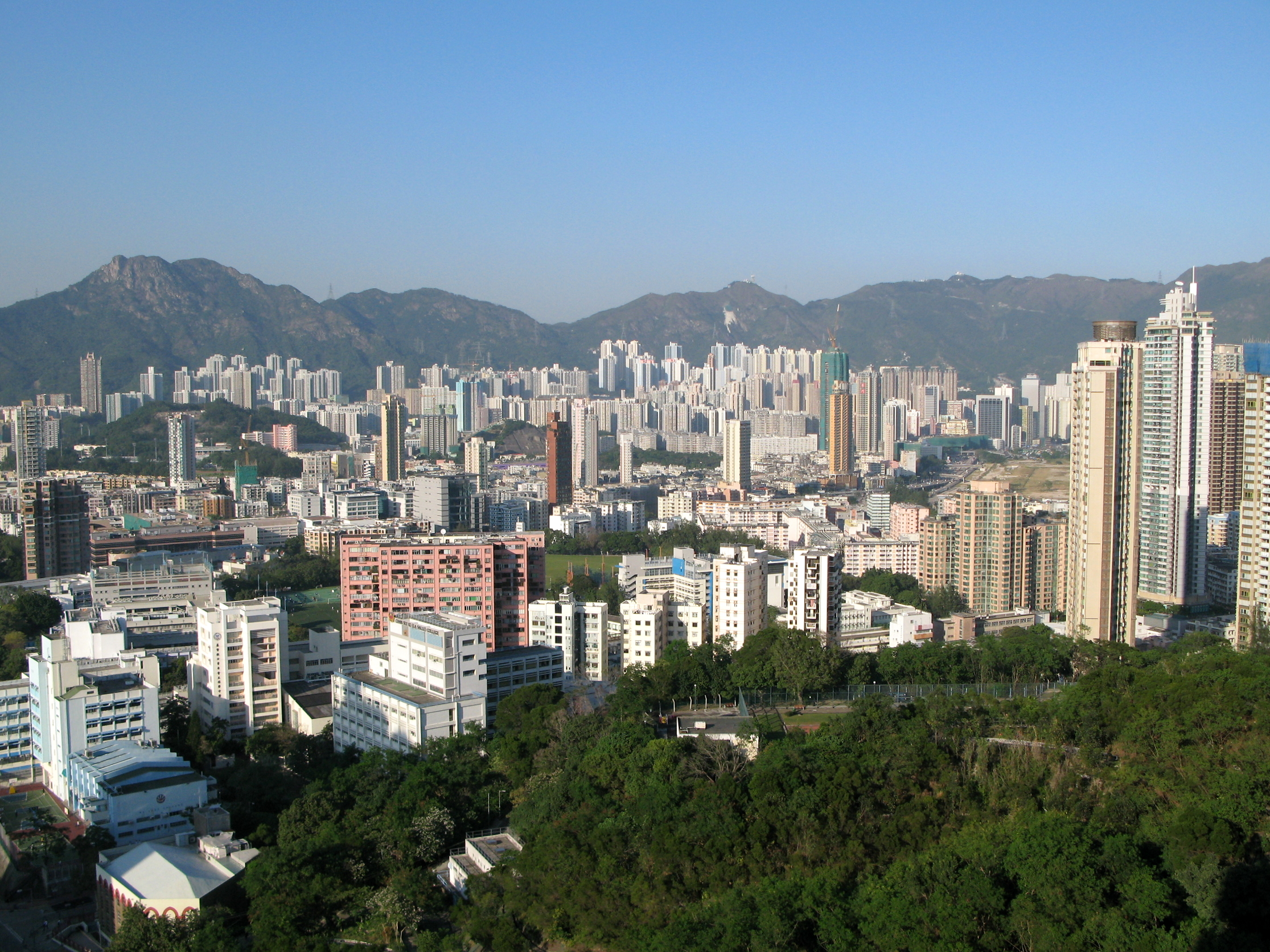
Stadsdelen Kowloon.

Området har varit bebott under tusentals år och varit under kinesisk kontroll åtminstone sedan Handynastin. Det har sedan vanligen administrerats från Bao'an i dagens Shenzhen, norr om Hongkong SAR.
I upptakten till första opiumkriget 1839 ockuperade britterna Hongkongön, och Kina tvingades i fredsfördraget 1842 avträda ön. Den blev därefter en brittisk kronkoloni, men handeln i området skedde fortfarande huvudsakligen i Guangzhou. Genom andra opiumkriget (1856-1860) fick britterna kontroll även över Kowloon, en halvö av det kinesiska fastlandet precis norr om Hongkongön. År 1898 arrenderade britterna de så kallade Nya territorierna på 99 år. Den kinesiska befolkningen, som huvudsakligen bodde i Nya territorierna, uppskattas ha varit cirka 6 000 år 1900.
Under andra världskriget var Hongkong ockuperat av Japan, men efter dess kapitulation 1945 återgick området till brittiskt styre. Hongkong blev snabbt ett alternativ för kineser som ville flytta från oroligheter före och efter kommunisternas maktövertagande 1949. Många av dessa migranter och flyktingar kom från Shanghai, även om den stora majoriteten av Hongkongbor har sina rötter i Guangdongprovinsen.
Från 1960- till 1980-talet växte Hongkongs ekonomi starkt, stödd på industri, rederinäring, börshandel och internationell handel med Kina via Hongkong.
När 1997 närmade sig, slutåret för britternas arrende av Nya territorierna, började Kina och Storbritannien att förhandla om Hongkongs framtid, och 1984 kom man överens om att hela Hongkongområdet skulle överlåtas till Kina 1 juli 1997 som en Särskild administrativ region (SAR). Detta skulle ske under parollen ”Ett land – två system”, enligt vilken Hongkong skulle få ett stort mått av självstyre och rätten att behålla sitt kapitalistiska system, sin samhällsordning och alla medborgerliga fri- och rättigheter i minst 50 år. 
De begränsade reformer i riktning mot demokrati som britterna införde efter 1984 har inte utvecklats efter 1997, och i frågor om hur lagar ska tolkas har regeringen i Peking låtit göra klart att man anser sig ha sista ordet, något som flera gånger lett till omfattande protester såväl mot Peking som mot deras handplockade ledare för Hongkong SAR.
Författaren Carl-Johan Charpentier har skrivit om återföreningen med Kina i boken Återgång (1997). Charpentier påpekar också att Hongkong, som betyder "den doftande hamnen", officiellt har särskrivits sedan 1926.

## Politik och styre

### Chefsministrar

#### Tung Chee-hwa
Hongkongs dåvarande chefsminister, Tung Chee-hwa informerade den kinesiska centralregeringen i Peking i april 2004 om att det fanns skäl att genomföra reformer mot ökad demokrati i Hongkong vid valen 2007/2008. Nationella folkkongressens ständiga utskott (Peking) meddelade dock den 26 april 2007 att fria och allmänna val av chefsminister 2007 och av samtliga ledamöter av Hongkongs lagstiftande församling (LegCo) 2008 inte kunde äga rum. Peking menade att en sådan snabb förändring mot ökad demokrati inte var förenlig med intentionerna i Hongkongs grundlag (Basic Law), som anger att utvecklingen mot demokrati/fria val skall ske i "en gradvis och ordnad process". Frågan om ökad demokrati och Hongkongs höga grad av autonomi inom konceptet "ett land, två system" står mycket högt på den politiska dagordningen och präglade debatten inför valen till LegCo i september 2004 där demokraterna dock inte fick de framgångar som många förutspått och förskjutningarna mellan blocken, jämfört med valresultatet 2000, blev relativt små. Varken demokrater eller regeringstrogna fick egen majoritet. Drygt 60 % av rösterna tillföll dock de demokratiska partierna och/eller oberoende kandidater som stödjer det demokratiska lägret. 
Den impopuläre Tung Chee-hwa lämnade regeringschefsposten i mars 2005, sedan även Peking funnit honom en belastning och som väntat valdes i juni administrationens tidigare andreman Donald Tsang till ny chefsminister (Chief Executive).

#### Donald Tsang
Tsang har bakom sig över 30 år som byråkrat och respekterad ämbetsman under det forna brittiska styret. Efter att ha suttit ut Tungs mandatperiod hade han det nödvändiga stödet från Peking för att segrande gå ur nomineringsprocessen och inledde formellt den 1 juli 2005 en ny mandatperiod på 5 år. Det fanns dock en motkandidat till Tsang från demokratilägret Alan Leong från det blott ett år gamla Civic Party. Det innebar att Hongkongborna fick uppleva något av en äkta valkampanj, där de båda kandidaterna för att visa att man utöver de nödvändiga rösterna i den 800 man starka nomineringskommittén, också kunde visa på stöd från Hongkongs befolkning. 
Tsang åtnjöt en grundmurad popularitet i Hongkong trots bakslag som när LegCo i december 2005 röstade ner hans förslag till konstitutionell reform. Det demokratiska lägret var drivande i motståndet till förslaget för att det framförallt inte innehöll en tidtabell för vägen mot allmänna och fria val. Donald Tsang lovade inför sin nya mandatperiod att ett nytt reformförslag skulle presenteras snarast. Innan förslaget föreläggs LegCo skall det genomgå en omfattande konsultationsprocess. Tsang sade vidare att han skulle göra allt för att Hongkong skall kunna ta vägen till allmän rösträtt innan hans mandatperiod är slut. Detta ställde stora krav på hans förmåga att bl.a. hantera Peking.

#### CY Leung
Den 1 juli 2012 tillträdde CY Leung som ny chefsminister. Han efterträddes 2017 av Carrie Lam.

#### Carrie Lam
Den 1 juli 2017 tillträdde Carrie Lam som chefsminister. Som Pekings favorit i valet till chefsminister vann hon med 777 röster av 1 200 av den icke-folkvalda kommitté som röstar fram chefsministrar. Lam är bland annat känd för att genom ett förslag om en kontroversiell utlämningslag ha utlöst demonstrationerna 2019 i Hongkong, samt för att ha varit med vid införandet av den nya säkerhetslagen 2020. Under höstens stora demonstrationer i Hongkong 2019 läcktes en hemlig inspelning ut till media där Carrie Lam sa att hon ville lämna sin post om hon kunde och att hon hade väldigt små möjligheter att styra politiska utvecklingen i Hongkong som största delen kontrolleras av Xi Jingping och Centralkommiten. 1 juli 2022 efterträddes hon av John Lee.

### Rättsväsende
Hongkongs rättsväsende har sedan området överlämnades till Kina 1997 ansetts relativt oberoende från resterande Kina. När Hongkong överlämnades från Storbritannien så trädde Hongkongs grundlag, Basic Law, in som en garanti för ett oberoende rättsväsende, självstyrelse och grundläggande mänskliga fri- och rättigheter. Principen om ett oberoende rättsväsende och rättsstatsprincipen har sedan överlämnandet gradvis urholkats av Kina, inte minst efter 2020 års säkerhetslag.

#### Säkerhetslagen
Den 30 juni 2020 införde Kina en ny säkerhetslag i Hongkong. Beslutet var kontroversiellt med stor internationell uppståndelse och många kritiker menade att lagen var ett sätt för Kina att underminera principen om "ett land, två system". Lagen förbjuder bland annat "aktiviteter som syftar till separatism, uppvigling och omstörtande verksamhet samt samröre med främmande makt". Den innebär även att den kinesiska säkerhetspolisen ges mandat att agera på Hongkongs territorium, att en särskild åklagarmyndighet för säkerhetslagen skapas samt att ett särskilt råd inrättas för att "upprätthålla säkerheten i Hongkong". 
Kritiken mot lagen har bland annat gällt den otydliga och breda definitionen av vilka aktiviteter som lagen omfattar. Det har även lyfts kritik mot att ett parallellt rättssystem utanför Hongkongs ordinarie rättssystem skapas. Domare i mål som rör säkerhetslagen utses direkt av Hongkongs regeringschef, snarare än av domarkåren. Dessutom ska varje domares lämplighet kontrolleras av regeringschefen, vilket har lett till en direkt politisk styrning av vilka som dömer i målen gällande säkerhetslagen.

### Administrativ indelning

#### Huvudområden
Hongkong delas i tre huvudområden (區域): Hongkongön, Kowloon och Nya territorierna.

#### Distrikt

Hongkongs distrikt.

De tre huvudområden är indelade i totalt 18 administrativa distrikt (地區):
Nya territorierna:

- Islands
- Kwai Tsing
- Norra Hongkong
- Sai Kung
- Sha Tin
- Tai Po
- Tsuen Wan
- Tuen Mun
- Yuen Long

Kowloon:

- Kowloon City
- Kwun Tong
- Sham Shui Po
- Wong Tai Sin
- Yau Tsim Mong

Hongkongön:

- Centrala och västra Hongkong
- Östra Hongkong
- Södra Hongkong
- Wan Chai

## Ekonomi och transporter
Hongkong har historiskt varit en ledande centralort för sjöfart och handel i Östasien. Efter att under mitten av 1900-talet också varit en viktig plats för tillverkning av en rad konsumtionsvaror såsom kläder, leksaker, radioapparater m.m. är Hongkong idag en utpräglad serviceekonomi där logistik (sjöfart och flyg) finanssektorn (banker och konsulter) jämte turism och handel dominerar. 

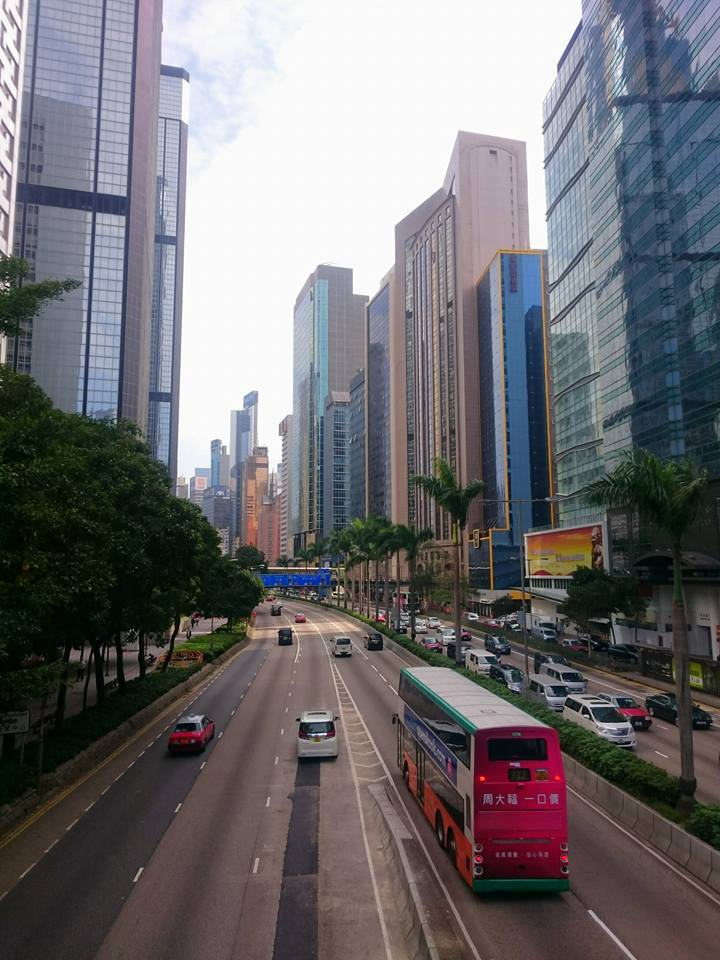
Central gata i Hong Kongs affärsdistrikt

Hongkong har inga importtullar förutom på alkohol, tobak och drivmedel. Ekonomin anses vara en av de friaste i världen. Inkomst- och företagsskatterna är låga och affärsklimatet är öppet och lättillgängligt. Valutan är konvertibel och knuten till den amerikanska dollarn. Från 2004 har en stark uppgång skett med en årlig tillväxt på 7-8 %. Det är framför allt den positiva tillväxten i Kina som driver uppgången och därmed ökad export, ökad efterfrågan på finansiella och kommersiella tjänster och logistik. Turismen har slagit nya rekord på grund av de förenklade procedurerna för resenärer från Kina. Många företag och särskilt de små och medelstora väljer att etablera sig i Hongkong innan man tar steget in i Kina.
På 1950-talet inleddes i Hongkong en intensiv industrialisering, och staden har länge haft en omfattande tillverkning av bland annat kläder, klockor, elektronik och leksaker. På grund av stigande löner och ett allt mer öppet Kina har en stor del av tillverkningen det senaste decenniet flyttat in till Guangdongprovinsen medan utvecklingen finns kvar i Hongkong. 

### Handel
Hongkong har, enligt Basic Law, rätt att föra en självständig handelspolitik. EU och Hongkong har ett gott samarbete i dessa frågor, speciellt inom ramen för WTO. Hongkong var värd för WTO:s sjätte ministermöte i december 2005. 
1999 undertecknades ett tullsamarbetsavtal mellan EU och Hongkong. Detta innebar en formalisering av det redan existerande samarbetet, men visar också på Hongkongs autonomi i dessa frågor. EU har som mål att fördjupa samarbetet inom områden som utbildning, forskning och miljö.
Ett särskilt frihandelsavtal mellan Hongkong, Macau och Kina, Closer Economic Partnership Arrangement (CEPA) trädde i kraft den 1 januari 2004. Avtalet har stegvis utvidgats till att gälla samtliga varugrupper och liberalisering inom ett stort antal tjänstesektorer. En kontinuerlig dialog förs om ytterligare åtgärder för att stimulera ömsesidigt handelsutbyte och investeringar.
Först och främst är den internationella handeln drivkraften i Hongkongs dynamiska ekonomi. Staden är starkt beroende av den internationella handel som betjänas av det enorma hamnområdet. Betydelsen av Hongkong i internationell handel reflekteras också av att staden 2005 hade hela 107 konsulat och generalkonsulat, mer än någon annan stad i världen. New York hade färre, med 93 konsulat. Hongkong har en av världens minst reglerade ekonomier, är världens tionde största handelsenhet och 11:e största bankcentrum.
Hongkongs monetära politik tar sikte på att hålla valutan stabil. Eftersom värdet av Hongkongdollarn därför sedan 1983 är låst till HK$7,80 till en US$, motsvarar en Hongkongdollar omkring en svensk krona.

### Viktiga näringar
Hongkong har nästan ingen jordbruksproduktion; denna sektor utgör under 0,1 % av bruttoinkomsten. Det lilla jordbruket led dessutom starkt under utbrottet av fågelinfluensa på 1990-talet. Fisket har något större betydelse, men utgör också en försvinnande liten andel av bruttoinkomsten.
Turism

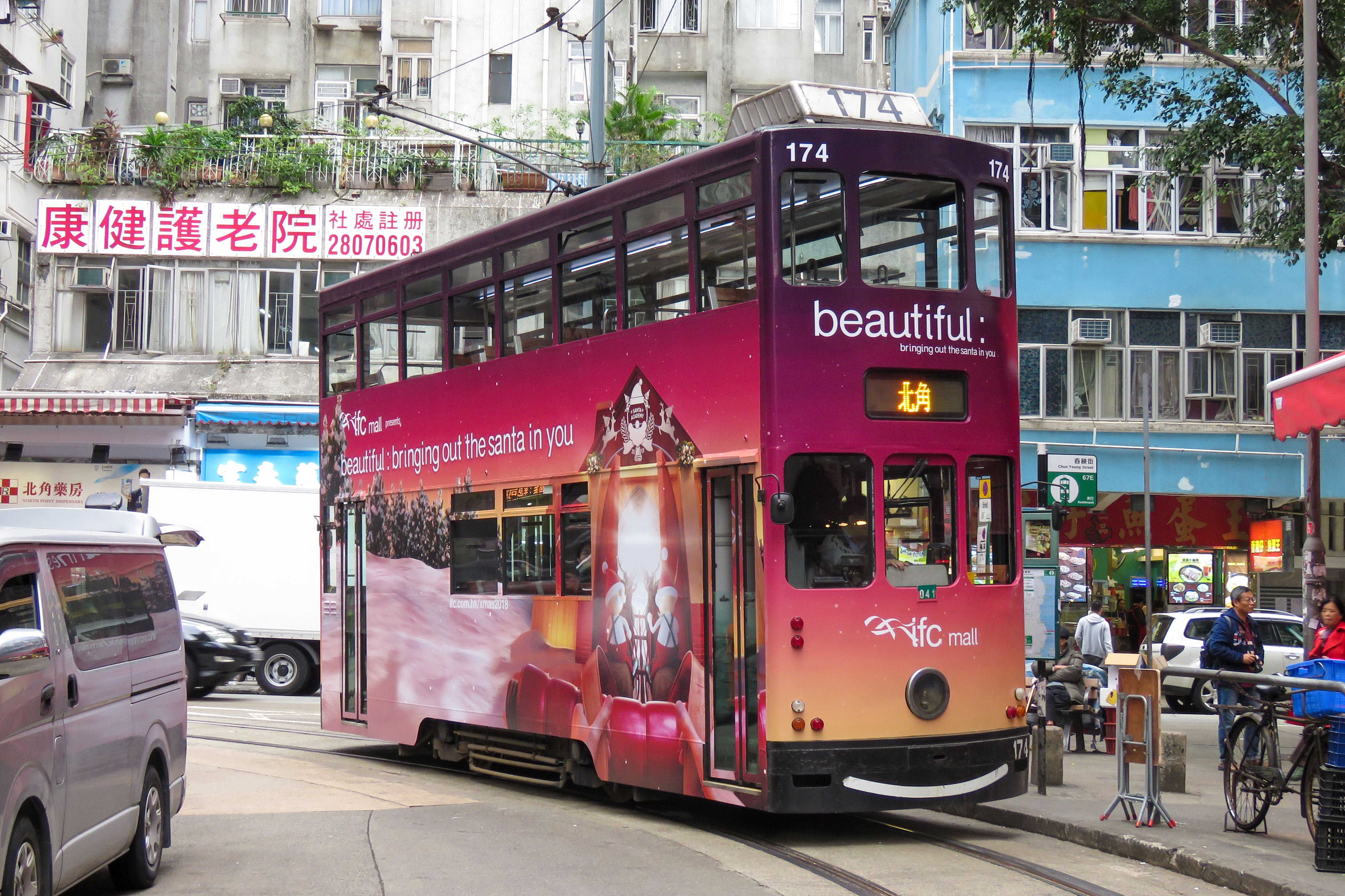
En spårvagn vid Chun Yeung Street.

Turism är en annan viktig näring. Den spektakulära hamnen med sin kombination av hav och skyskrapor, shoppingmöjligheterna och den säregna brittisk-kinesiska atmosfären drar många besökare. Det senaste nöjesfältet, som lockar till sig många turister från det kinesiska fastlandet, är ett Disneyland som öppnades på Lantauön den 12 september 2005. Peak Tower på Viktoriaön är ett populärt turistmål för den som vill se ut över Hongkong.
Shopping

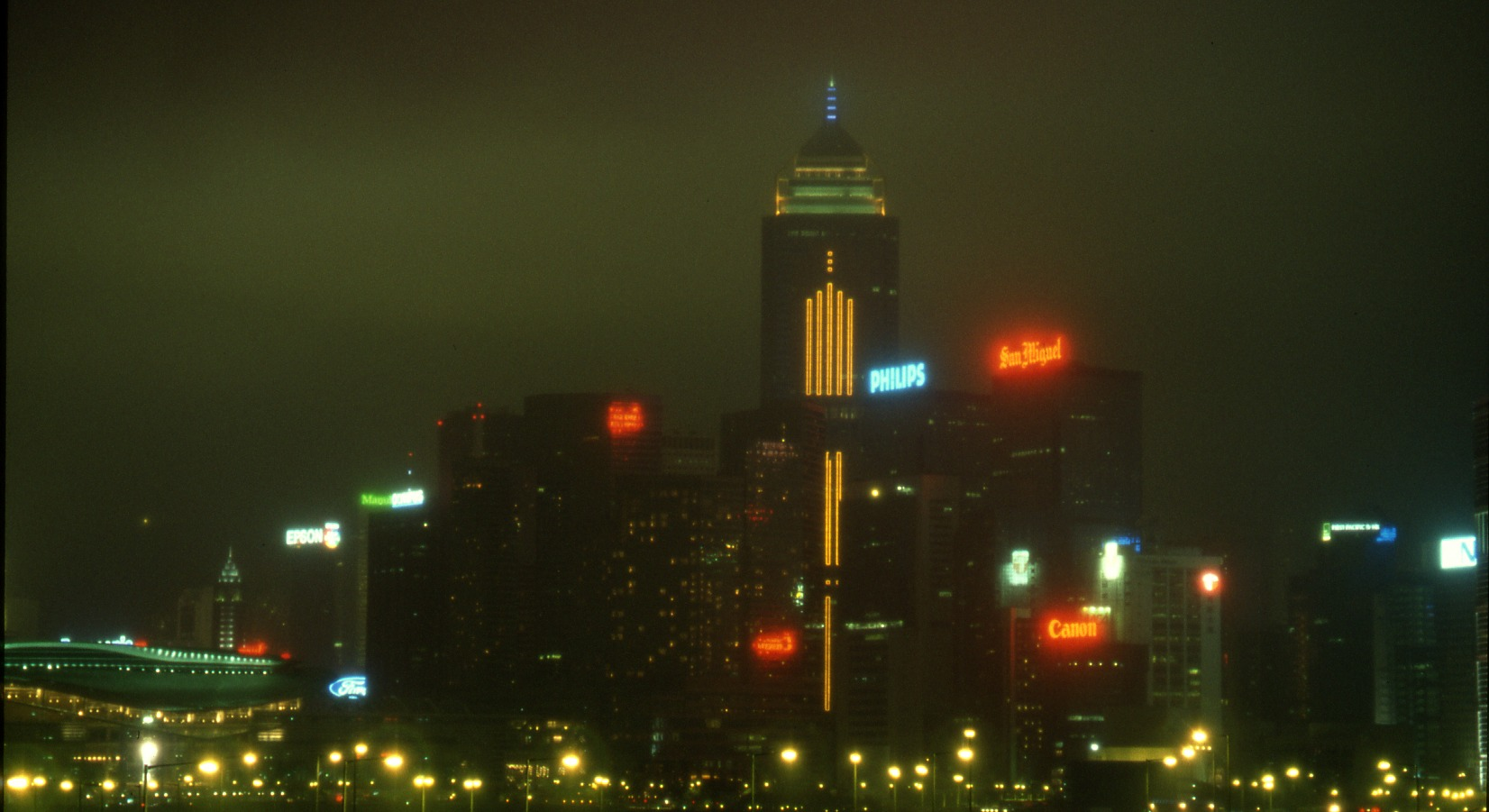
Wan Chai i neonbelyst regndis.

På grund av den låga skattenivån är Hongkong ett vanligt utflyktsmål för shoppingturer, särskilt från Japan. Under lång tid fungerade Hongkong som det absolut bästa stället att köpa det senaste inom elektronik till låga priser, men detta har nu till en viss del jämnat ut sig i förhållande till många andra städer i Sydostasien och Hongkongborna själva tar sig idag gärna över gränsen till Shenzhen för att konsumera.

### Kommunikationer

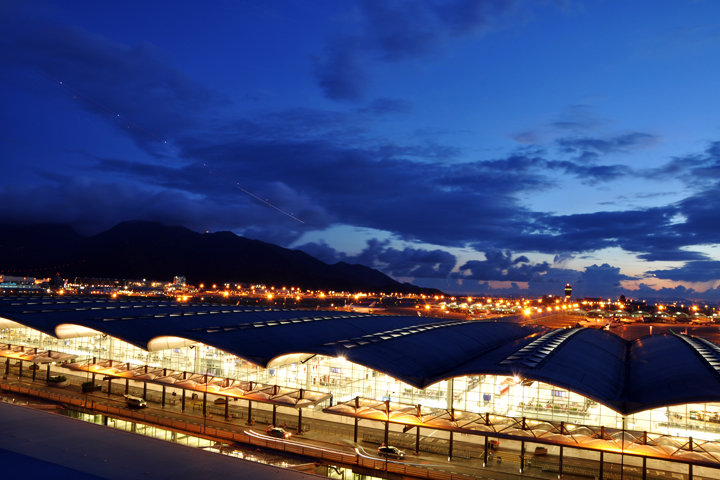
Hong Kong International Airport.

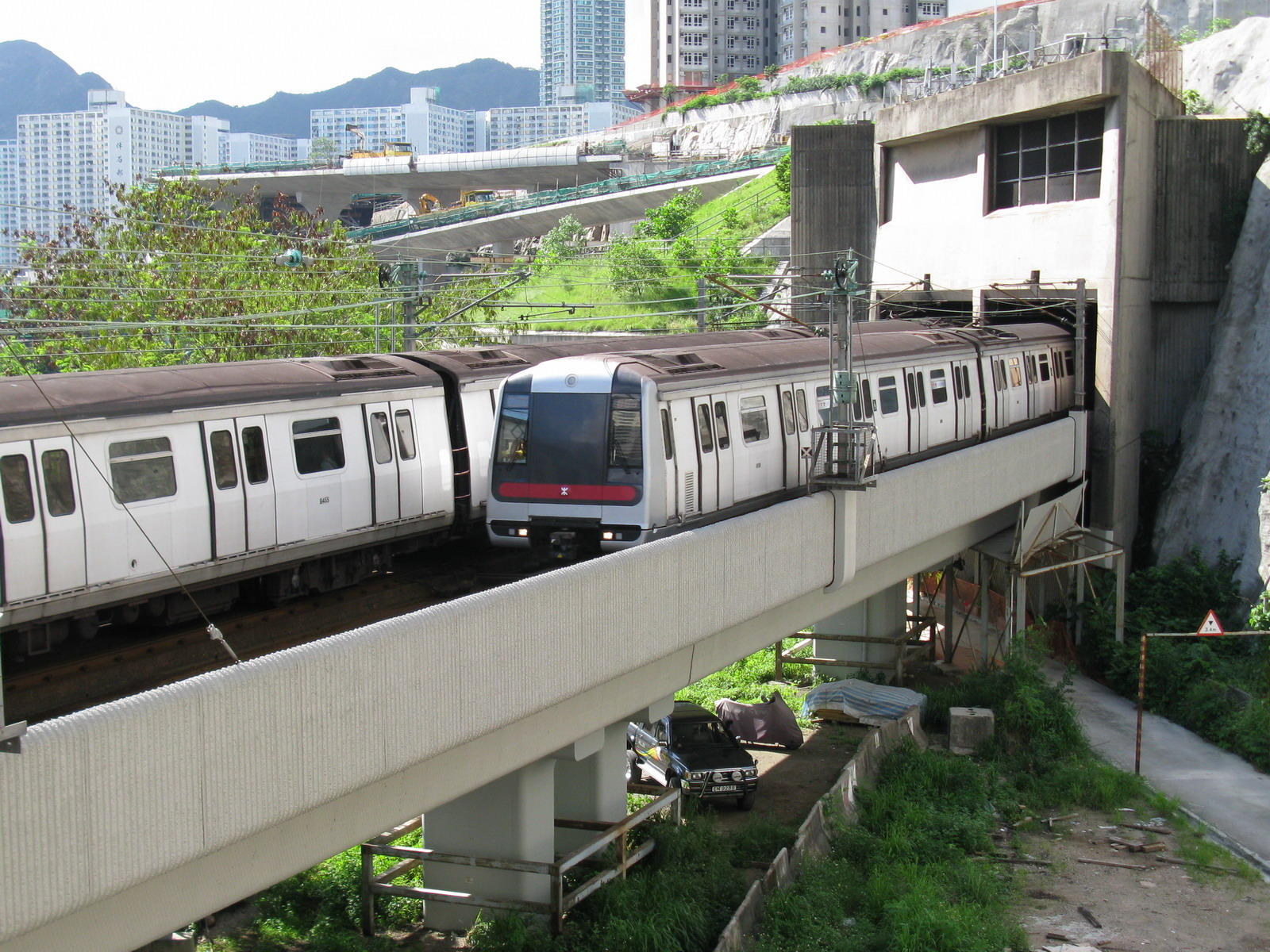
Hongkongs tunnelbana.

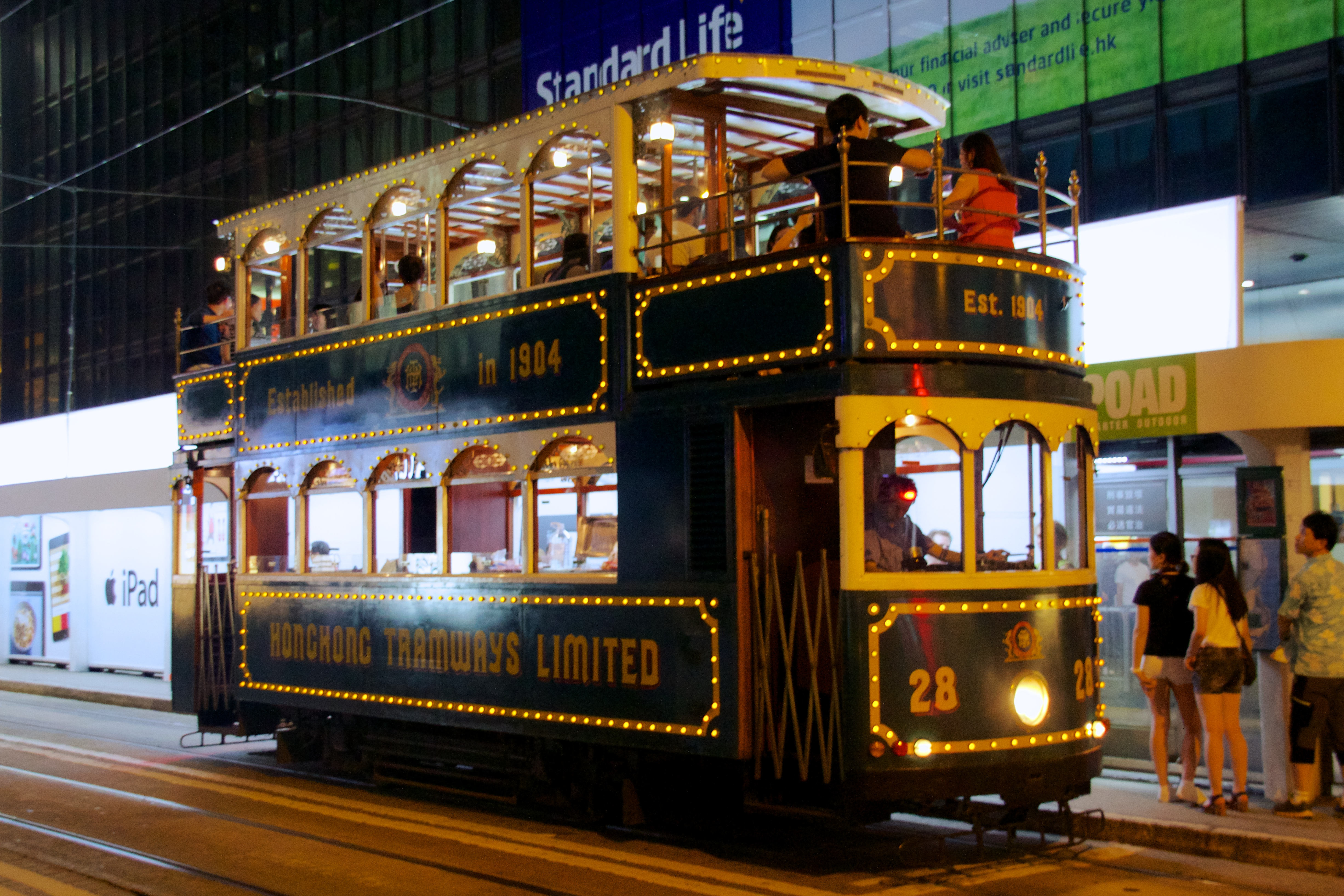
Hongkongs spårväg.

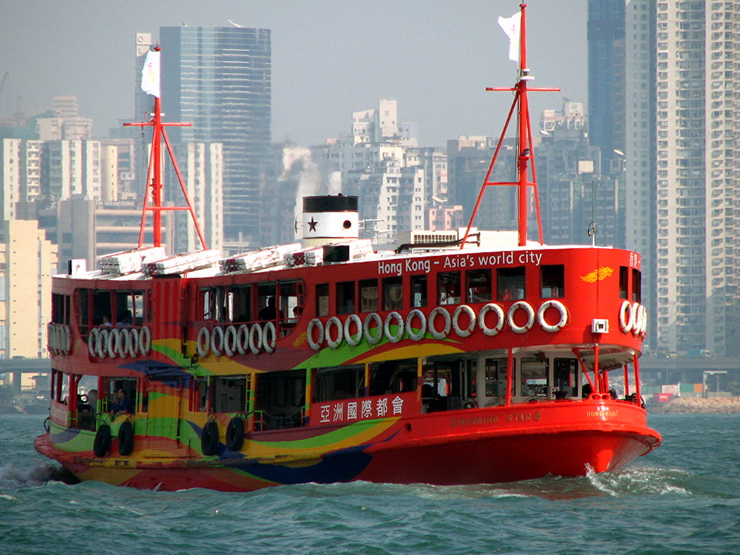
Star Ferry.

Hongkong har en stark infrastruktur som betyder mycket för stadens ekonomiska konkurrensmöjligheter.

#### Flyg
Hong Kong International Airport är en av de viktigaste luftfartsknutpunkterna i Asien, och har direktförbindelser med en rad europeiska städer. Den är huvudbas för flera flygbolag, varav de viktigaste är Cathay Pacific och Hong Kong Airlines.
Chek Lap Kok öppnades 1998, och avlöste då den berömda Kai Tak-flygplatsen som låg inne i Hongkongs centrumområde och därför bara hade en kombinerad start- och landningsbana och därtill var i kortaste laget. Flygplatsen inne i centrum var starkt överbelastad och hade osedvanligt krävande inflygning med en knapp marginal ner till hustaken på Kowloons höghus. Byggnaden av Chek Lap Kok betydde att en stor konstgjord ö norr om Lantau skulle anläggas, och en helt ny infrastruktur med motorväg, broar och tåglinjer skulle anläggas. Denna nya infrastruktur gör inresan från flygplatsen till bland annat Victoria ungefär lika snabb som från gamla Kai Tak.

#### Färjetrafik
Färjor och snabbåtar knyter Hongkong med ett stort antal sydkinesiska städer längs kusten och på båda sidor av Pärlflodens utlopp. Flera av de konkurrerande rederier som driver förbindelser mellan Hongkong och Macao använder sig av norska snabbåtar. Färjor betjänar öar, och dessutom trafikerar Star Ferry-bolagets gamla passagerarfärjor sundet mellan Hongkongön och fastlandet. Det har emellertid också byggts flera tunnlar under detta sund.

#### Tågtrafik
Järnvägen är knuten direkt till Kinas huvudlinjer, med genomgående trafik till Peking, Shanghai, Guangzhou och en rad andra städer i provinsen Guangdong. Centralstationen ligger i Hung Hom i Kowloon.

#### Tunnelbana
Den 1 oktober 1979 invigdes Hongkongs tunnelbana som utgör stommen i kollektivtrafiknätet. Den har ett nät på 174 kilometer spår fördelat på 10 linjer genom de tätast befolkade områdena. Island Line löper längs Hongkongöns norra strand från väst till öst. Tsuen Wan Line går från Hongkongön till bostadsområdena inom Kowloon. Kwun Tong Line löper från den södra delen av Kowloon Yau ma Tei över till det östliga Kowloon, och går där över i Tseung Kwan O-line. Airport Express Line parallellt med Tung Chung Line går från Hongkongön, över till Kowloon och ut till flygplatsen Hong Kong International Airport. East Rail Line har en linje från Tsim Sha Tsui på sydspetsen av Kowloon som går upp till en ändstation vid Hongkongs nordgräns strax ovanför Shenzhen. En sidolinje öppnades i december 2004 och denna går till Ma On Shan och viktiga delar av Shatin. West Rail Line sammanbinder Mei Foo och Tuen Mun.

### Spårvagn
Hongkongs spårväg på den norra delen av Hongkongön är en spårväg som följer samma spår som från början anlades till öppnandet 30 juli 1904. Spårvägsnätet är på 30 kilometer. En snabbare och mer modern spårväg med luftkonditionerade vagnar öppnades den 17 september 1988 mellan Tuen Mun och Yuen Long i New Territories. Av stort intresse för turismen är Peak Tram, en bergbana (ungefär som Fløibanen i Bergen) från stadsdelen Central upp till Victoria Peak. 

#### Bussnät
Bussnätet är mycket utvecklat. Tusentals bussar av samma slag som är kända i London betjänar ett tätt linjenät. Det finns också minibusslinjer vilkas resemål oftast endast anges på mandarin.

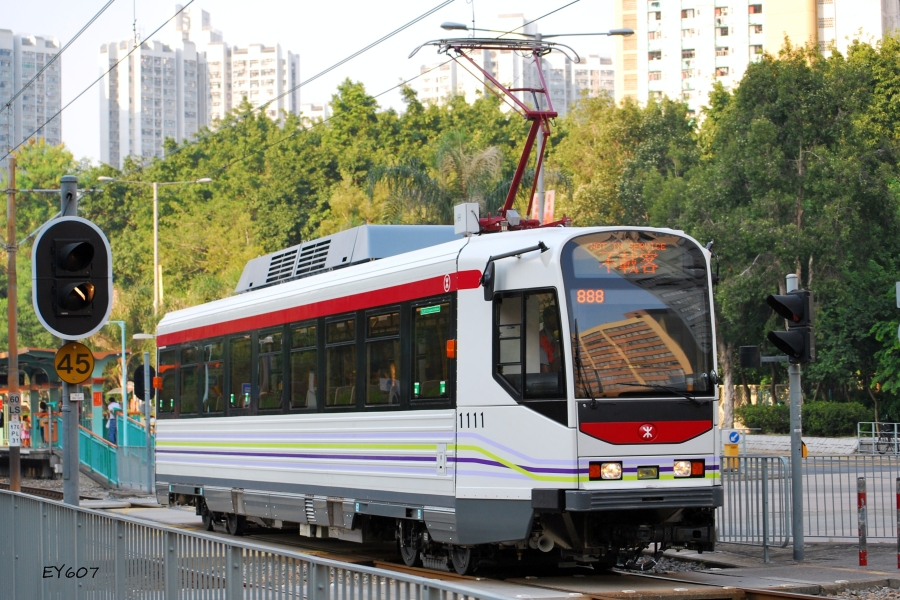
Moderna spårvagnar i de Nya territorierna.
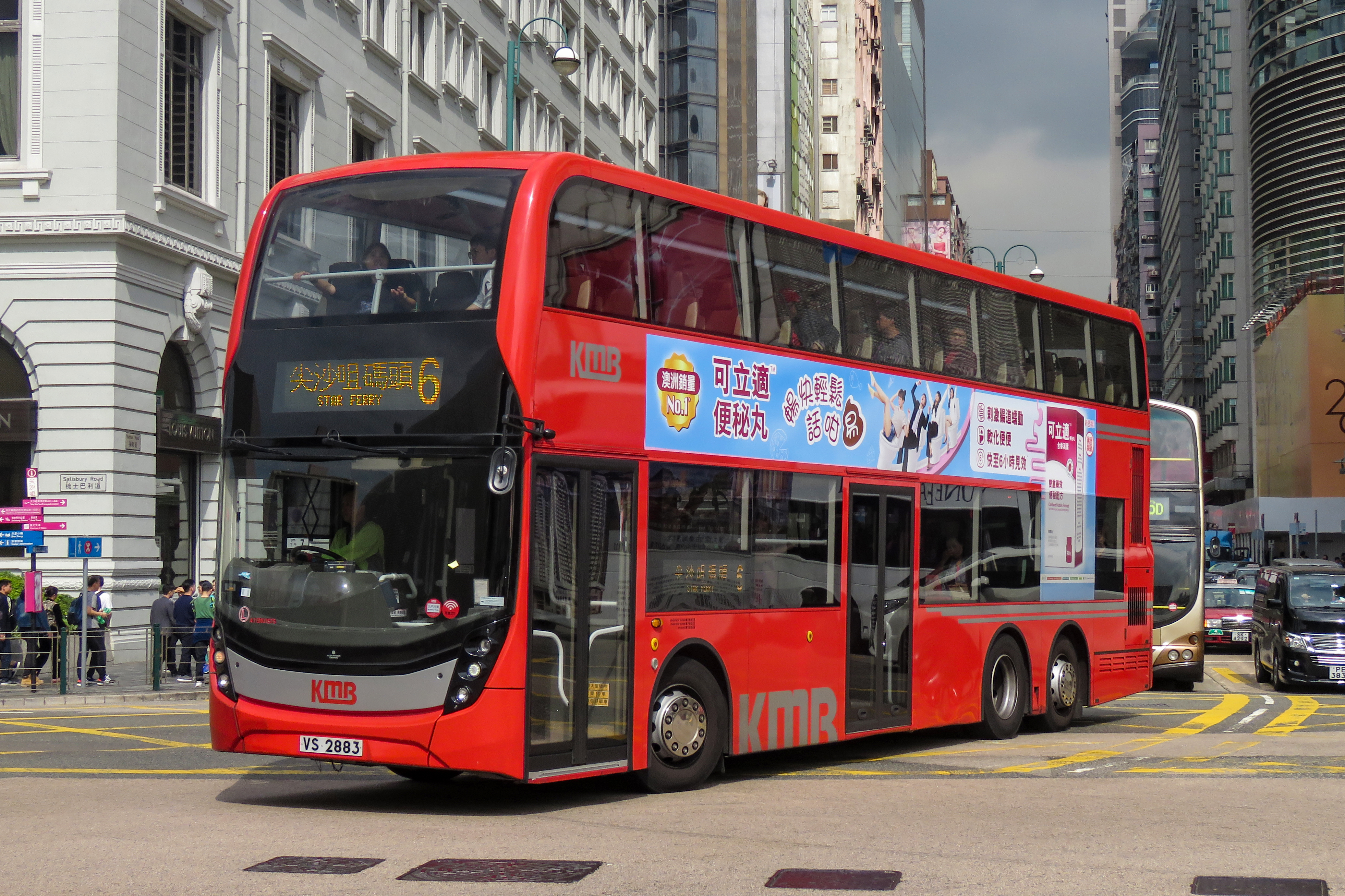
Bussar vid Tsim Sha Tsui.
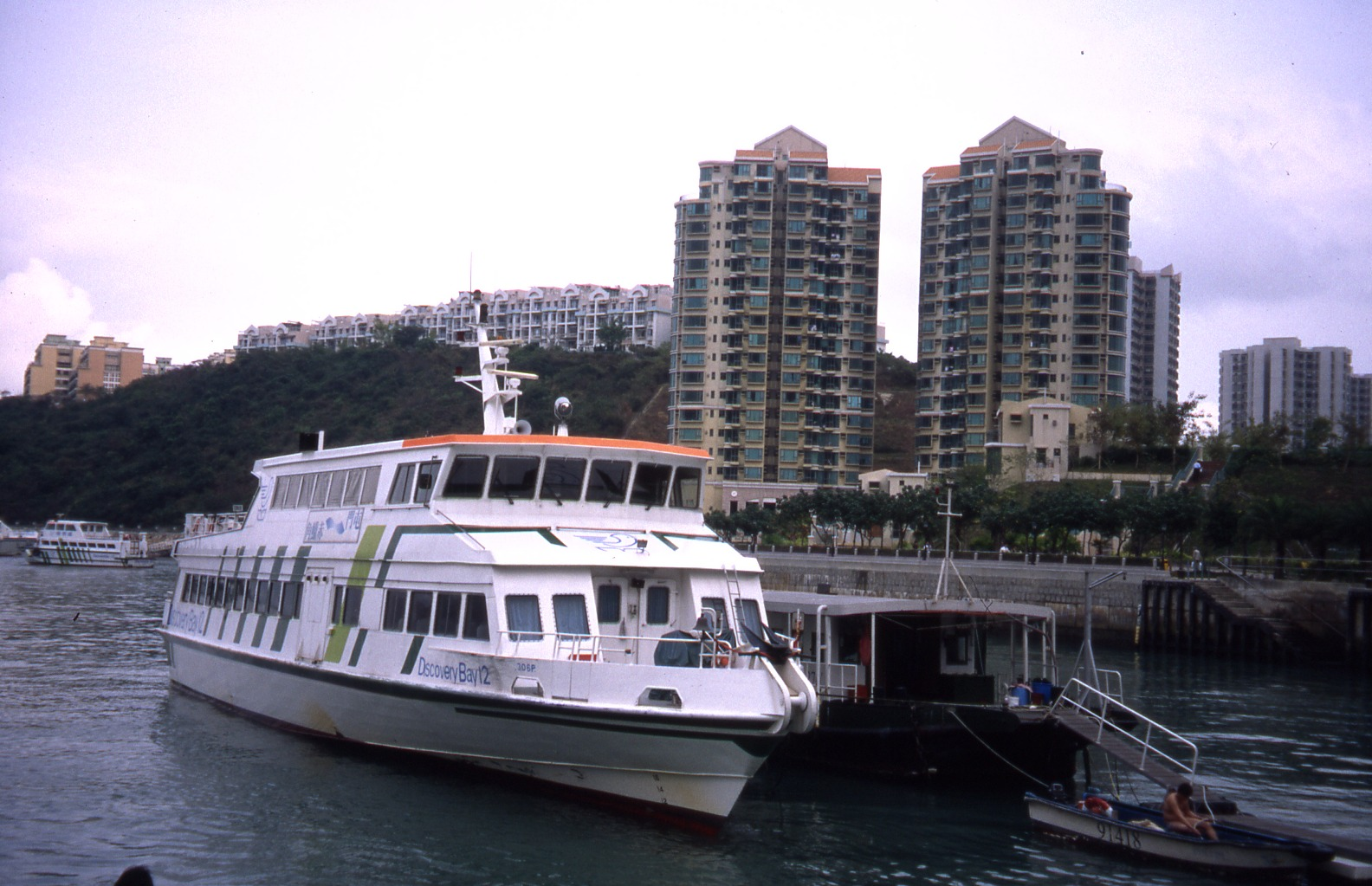
Discovery Bay, Lantau.

## Demografi
Hongkong är Kinas fjärde största storstadsområde. Trots att Hongkongregeringen aktivt uppmanar befolkningen till barnrika familjer (i motsättning till den ettbarnspolitik Pekingregeringen länge föredrog för de kinesiska stadsområdena), har Hongkongs födelsetal fallit till 0,94 barn per kvinna (extremt lågt i internationella sammanhang, och långt under de 2,1 barn som i utvecklade samhällen ofta anses vara gränsen för att där ge en befolkningstillväxt). Befolkningen är likväl växande, på grund av ökande inflyttning från andra områden. Speciellt efter andra världskriget ökade befolkningen avsevärt.

### Språk och folkgrupper
Officiella språk i förvaltningen är kantonesiska (lokalspråket) och engelska muntligt och skriftligt. Alla skyltar och officiella texter skrivs på kantonesiska och engelska. Cirka 38 procent av befolkningen uppger sig kunna föra en konversation på engelska. Dessa är till stor del under 40 år gamla.
Omkring 92 procent av befolkningen har kinesisk etnisk bakgrund. De största minoriteterna är filippiner 2,5 procent och indoneser 2,1 procent. Av befolkningen har vidare 0,8 procent västlig (vit) bakgrund, medan 2,6 procent kommer från andra delar av världen.

### Religion

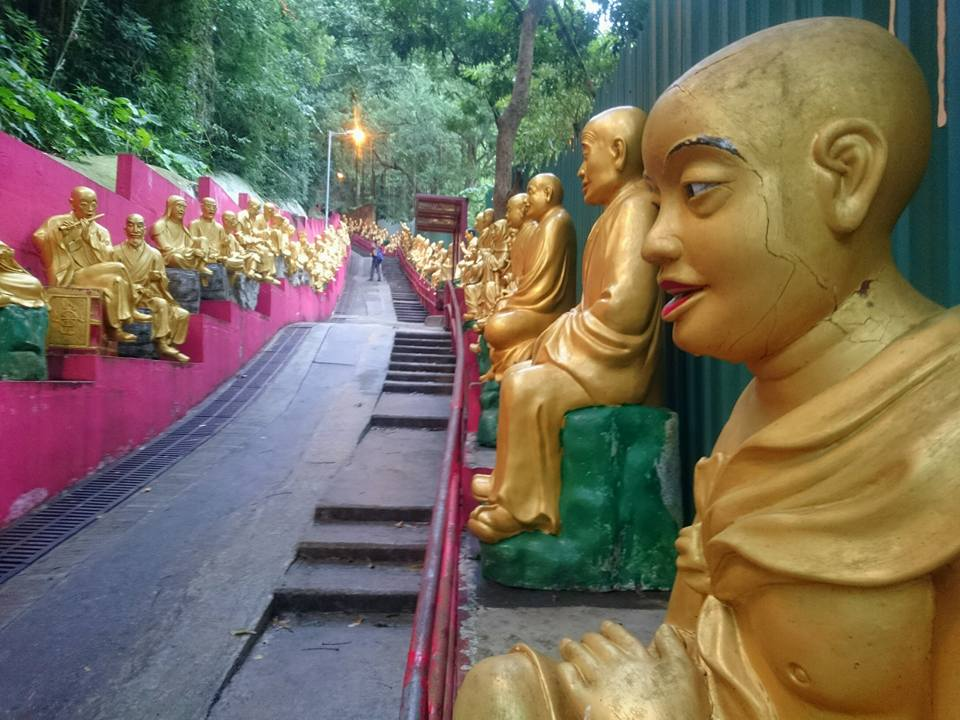
Trappor upp till klostret med de 10 000 buddhorna.

I motsats till på fastlandet råder det full religionsfrihet i Hongkong. De flesta invånarna är buddhister och daoister, med inflytande av traditionell förfädersdyrkan, folkreligion och konfucianism. Det är omkring en halv miljon kristna i staden, det vill säga omkring 10 procent av befolkningen. Dessa är ganska jämnt fördelade mellan Romersk-katolska kyrkan och olika  protestantiska samfund, bland vilka den anglikanska kyrkan är framträdande. Det finns omkring 70 000 muslimer, 2 000–3 000 judar och ett mindre antal hinduer och sikher. Trossamfunden har grundlagt skolor och institutioner för social assistans.
Den katolske biskopen av Hongkong 2002–2009, Joseph Zen, blev upphöjd till kardinal 2006.

## Kultur och samhälle

### Arkitektur

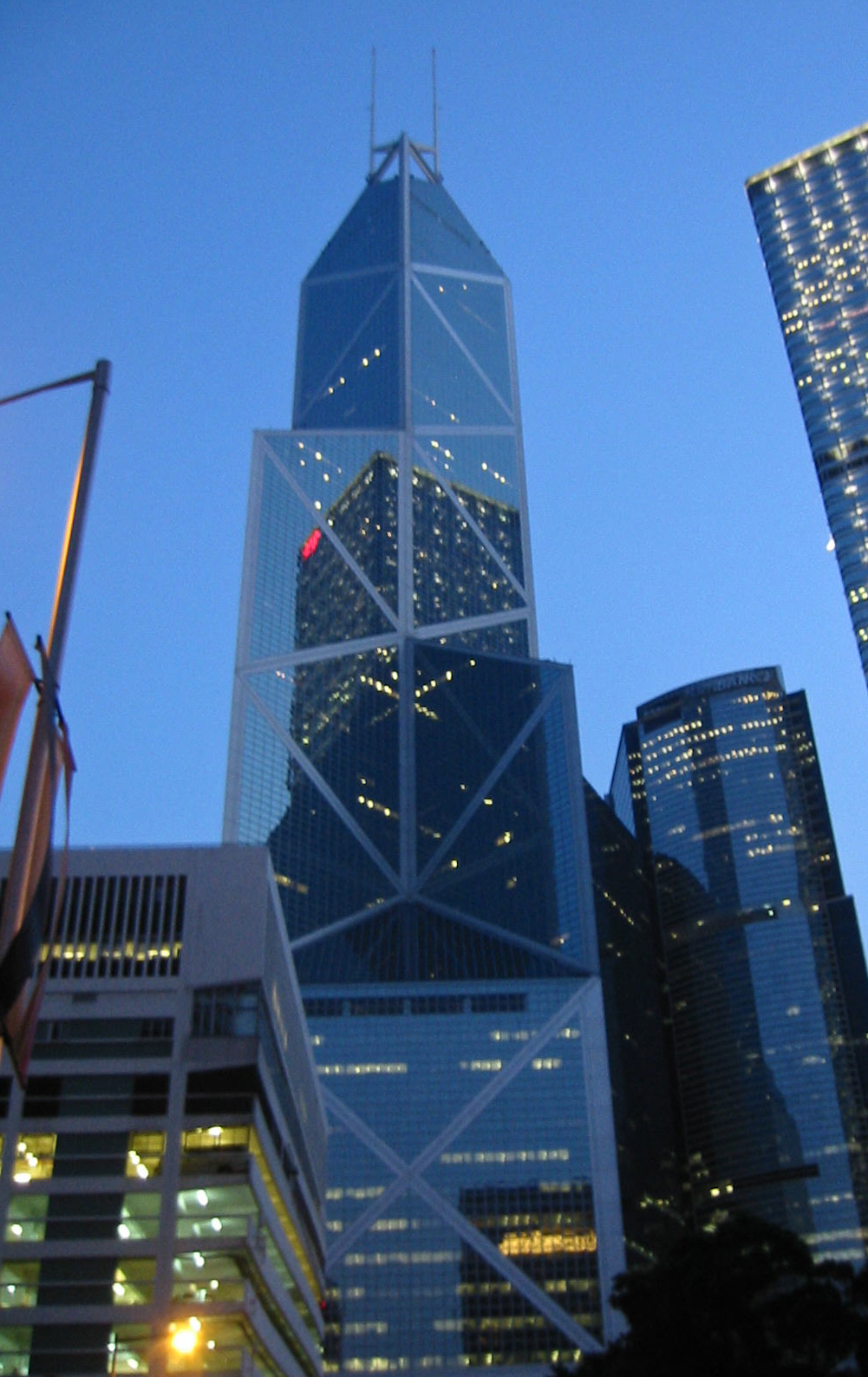
Bank of China Tower kvällstid.

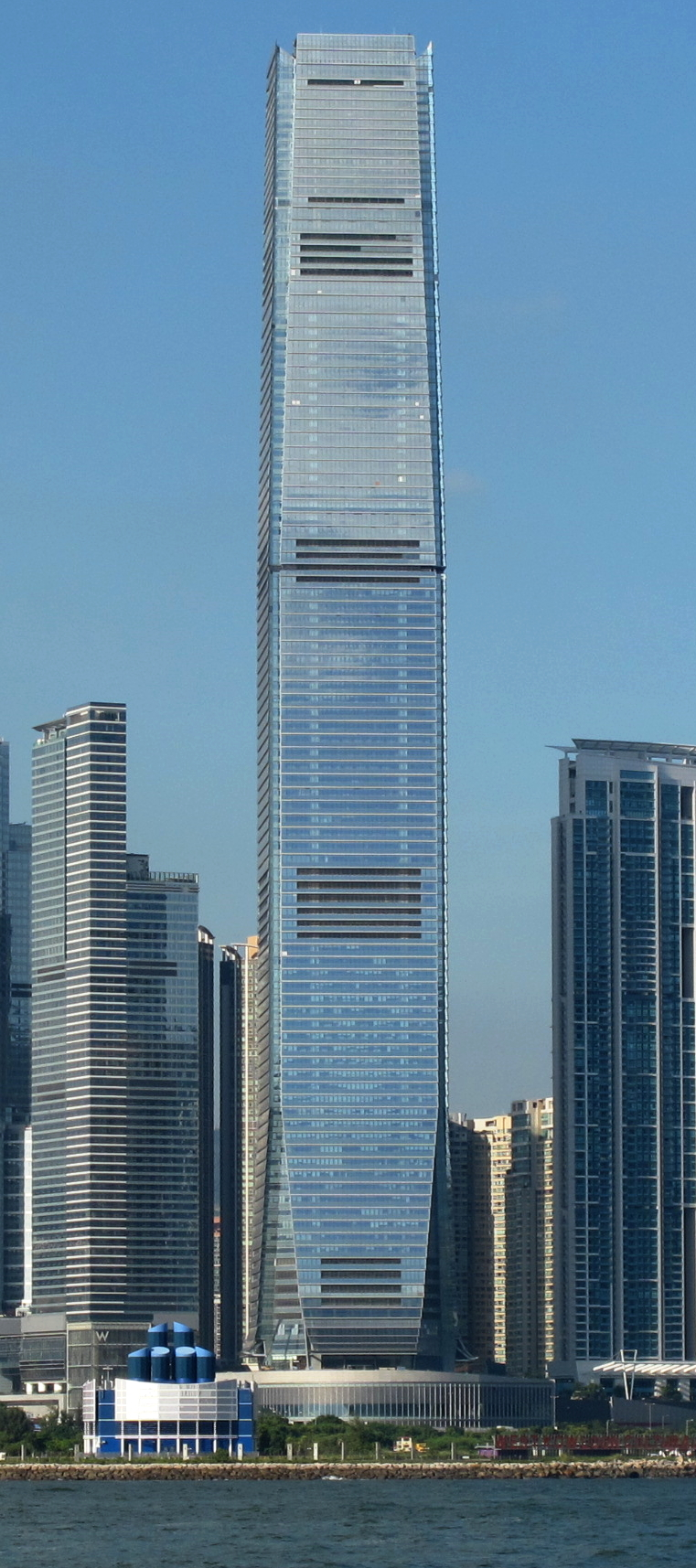
International Commerce Centre.

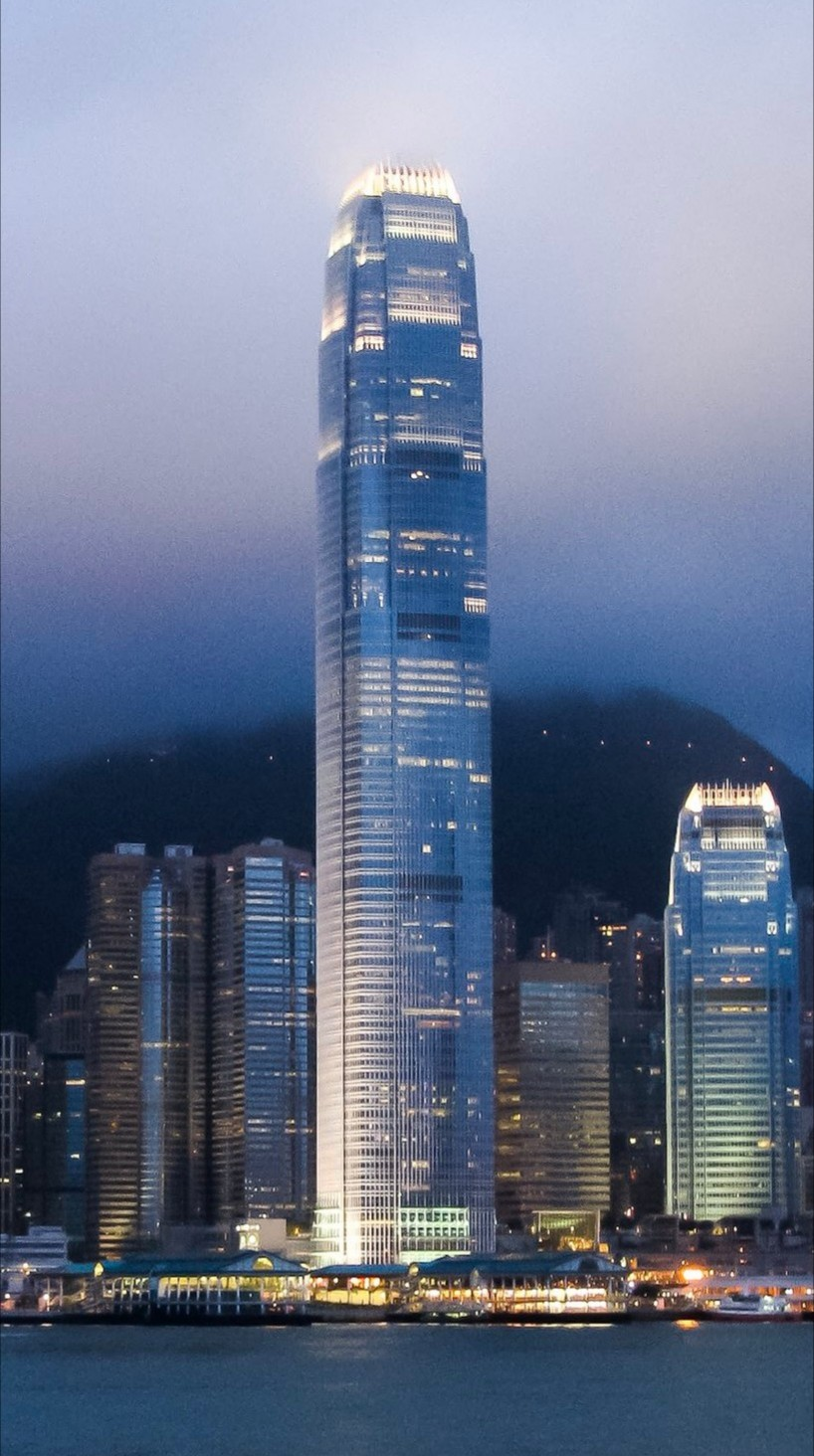
Two International Finance Centre kvällstid.

Det finns inte många äldre byggnader i det centrala stadsområdet. Istället präglas staden av modern arkitektur, särskilt i de centrala och västra delarna av Hongkongsöns nordsida. Skyskraporna längs hamnen är en av stadens turistattraktioner. På Kowloonsidan var det restriktioner på skyskrapornas höjd fram till 1998, så länge den gamla flygplatsen användes. Senare har flera höga skyskrapor blivit byggda eller planerade.
Hongkongs mest kända byggnad är antagligen I.M. Peis Bank of China Tower, invigd 1990. Byggnaden var omstridd från första stund; det hävdades att skarpa kanter och andra arkitektoniska delar gav den och hela Hongkongs centrum "negativ feng shui-energi". De två vita antenntornen på toppen ska ha varit särskilt omdiskuterade, eftersom det är kinesisk tradition att tända två rökelsepinnar för de döda.
Bland andra skyskrapor märks Hongkongs högsta skyskrapa International Commerce Centre samt även The Center, Central Plaza, HSBC Main Building och Two International Finance Centre. 
Bland Hongkongs största byggnadsprojekt var den nya flygplatsen på Chek Lap Kok, med tillhörande brokomplex.

### Mat
Som den internationella storstad Hongkong är kan man i stort sett hitta vilken mat som helst där, men det lokala köket är av naturliga skäl en del av det kantonesiska, med fisk och skaldjur som specialiteter. Se också: dim sum, yuanyang.

### Sevärdheter

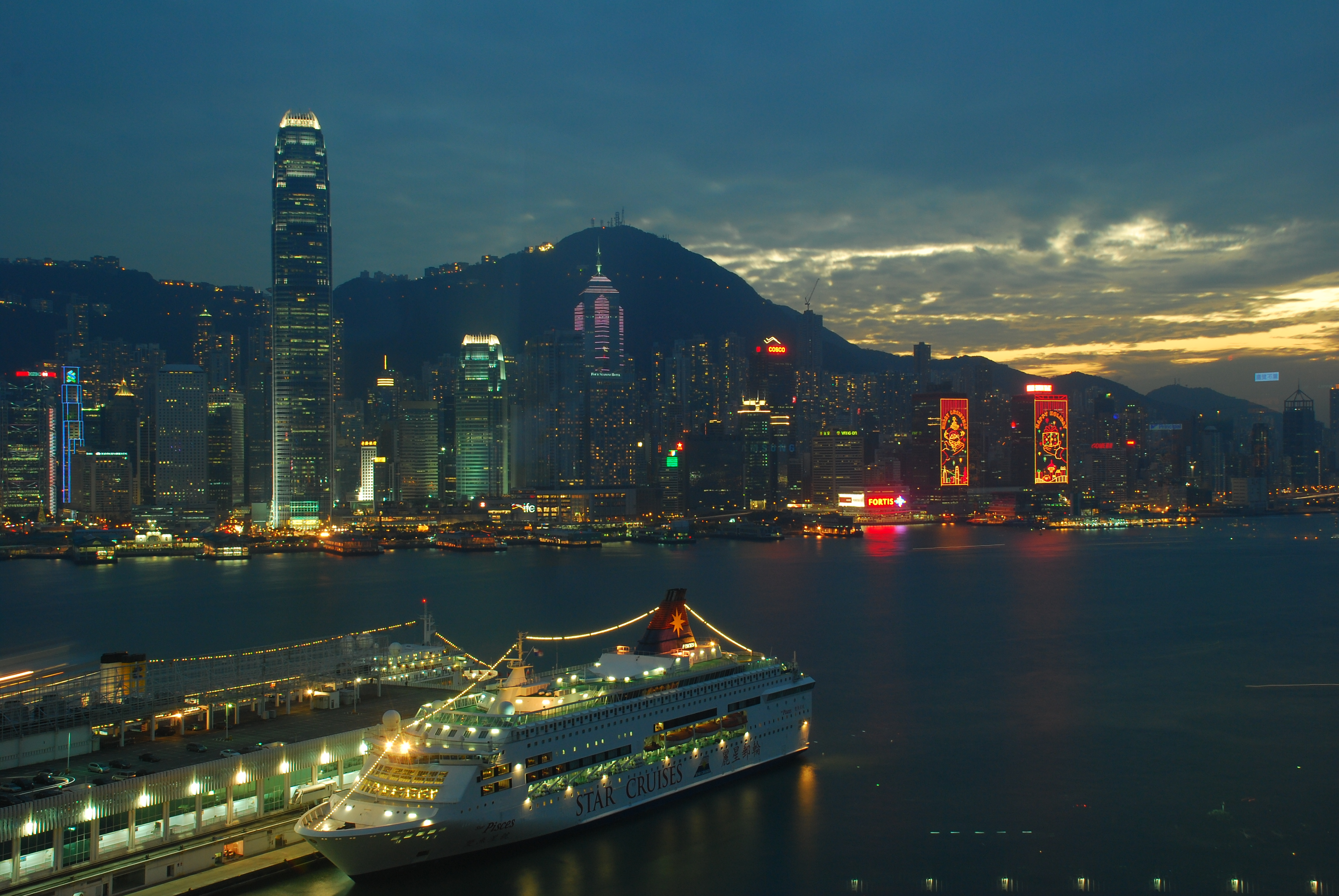
Victoria Harbour.
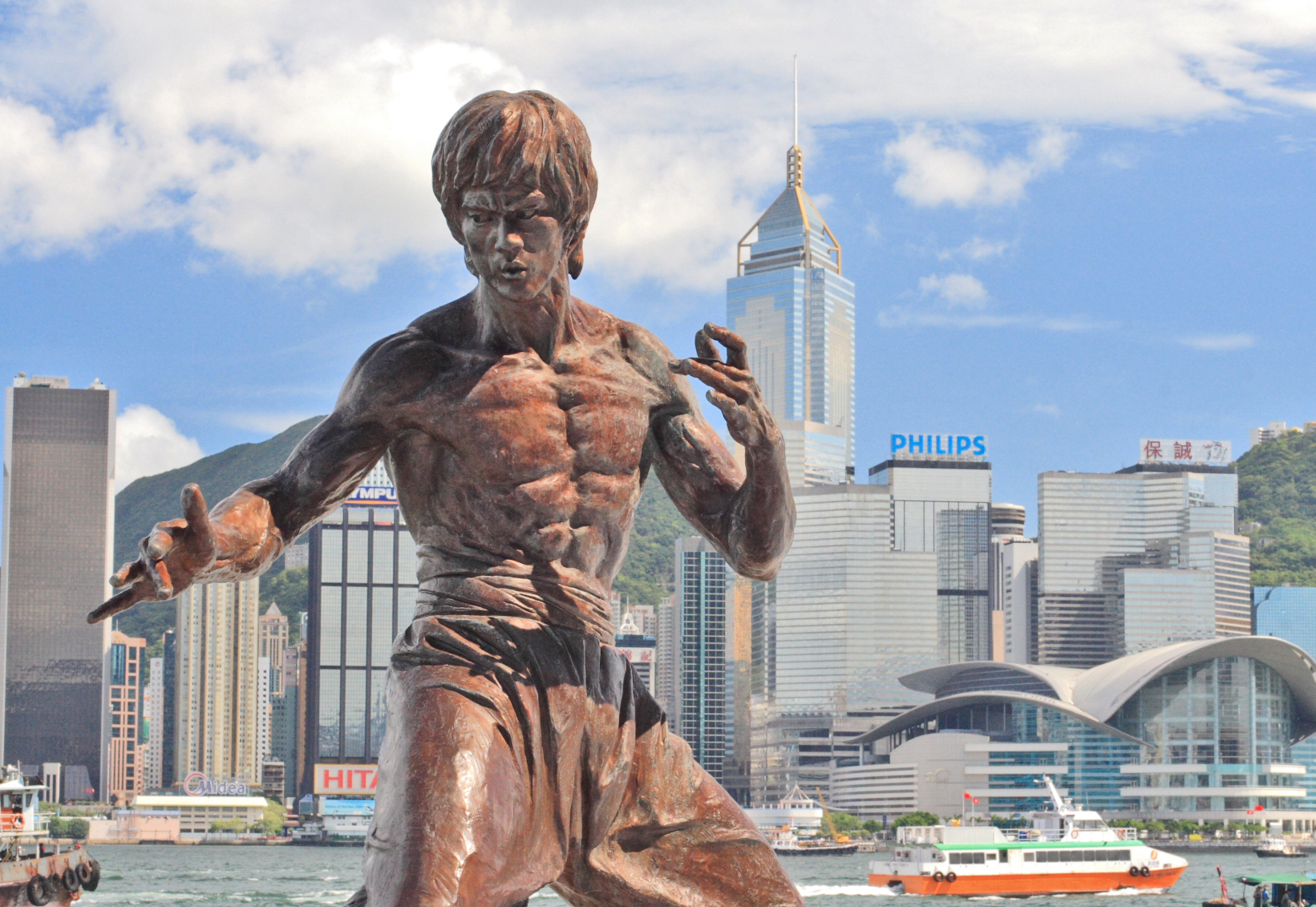
Bruce Lee på Avenue of Stars.
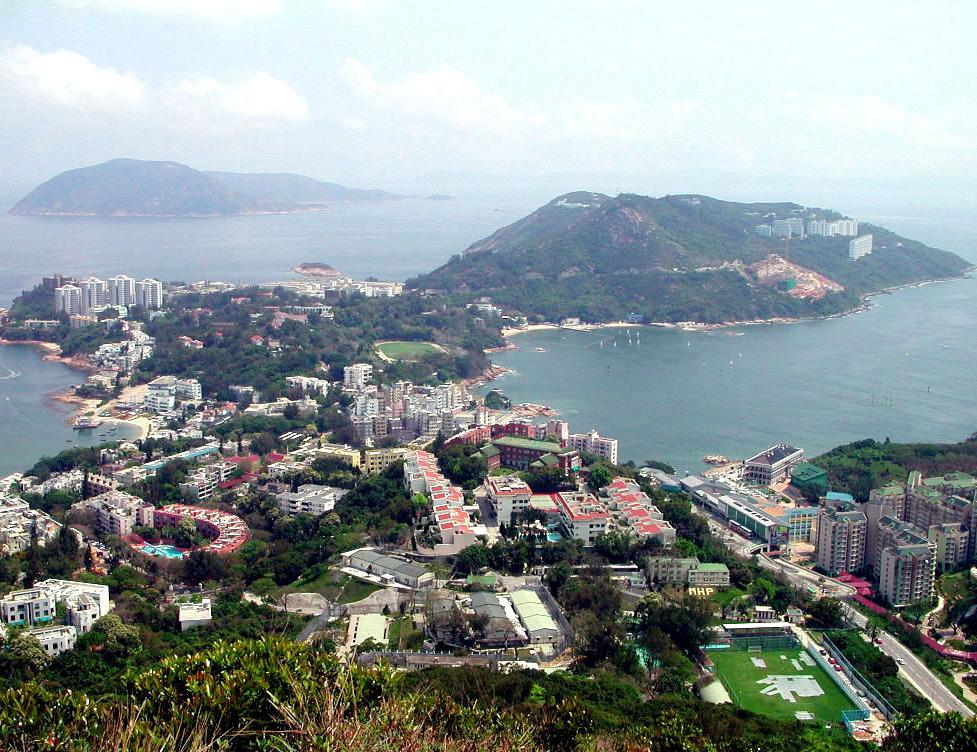
Stanley.
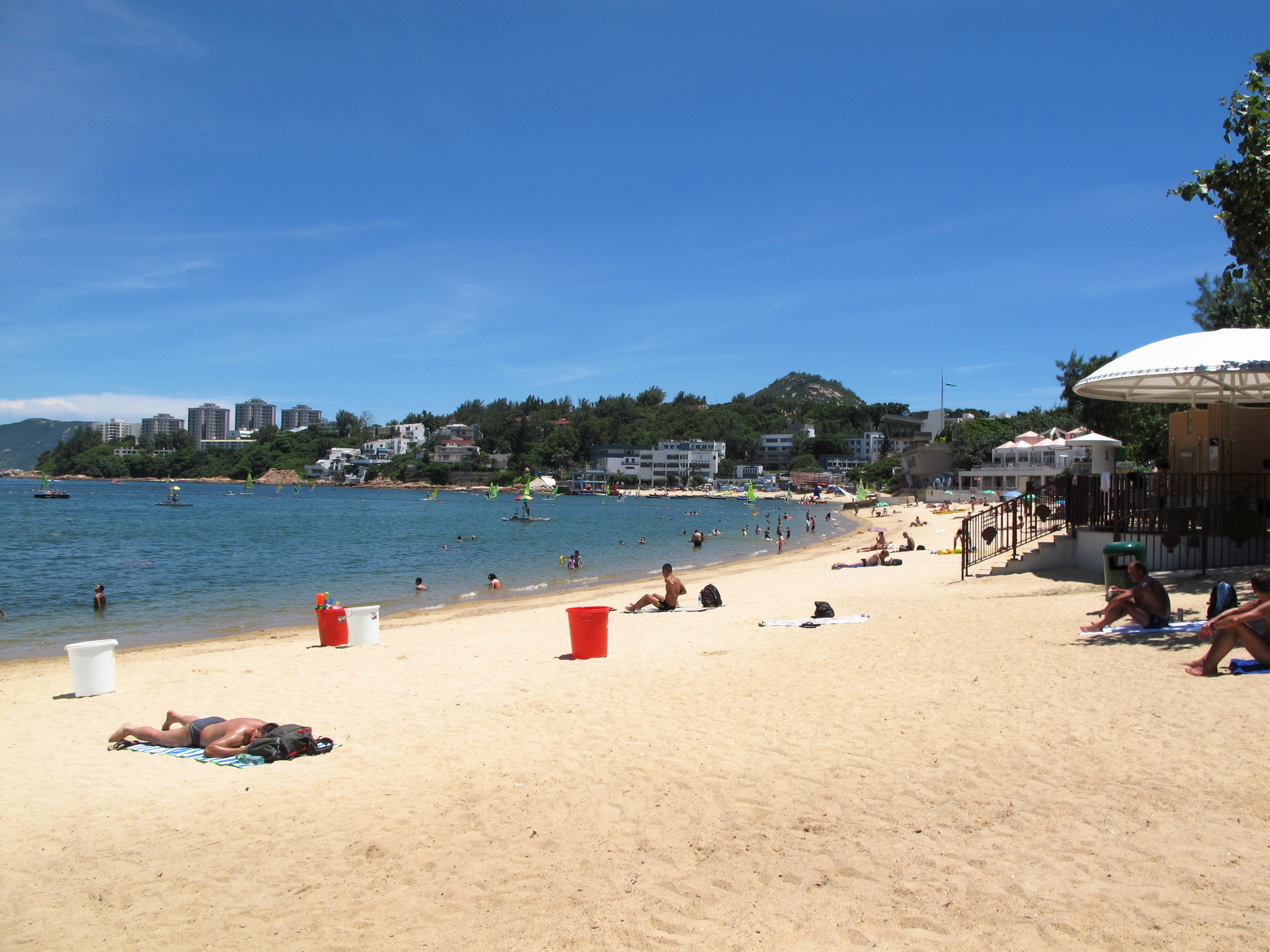
Stanley Beach.
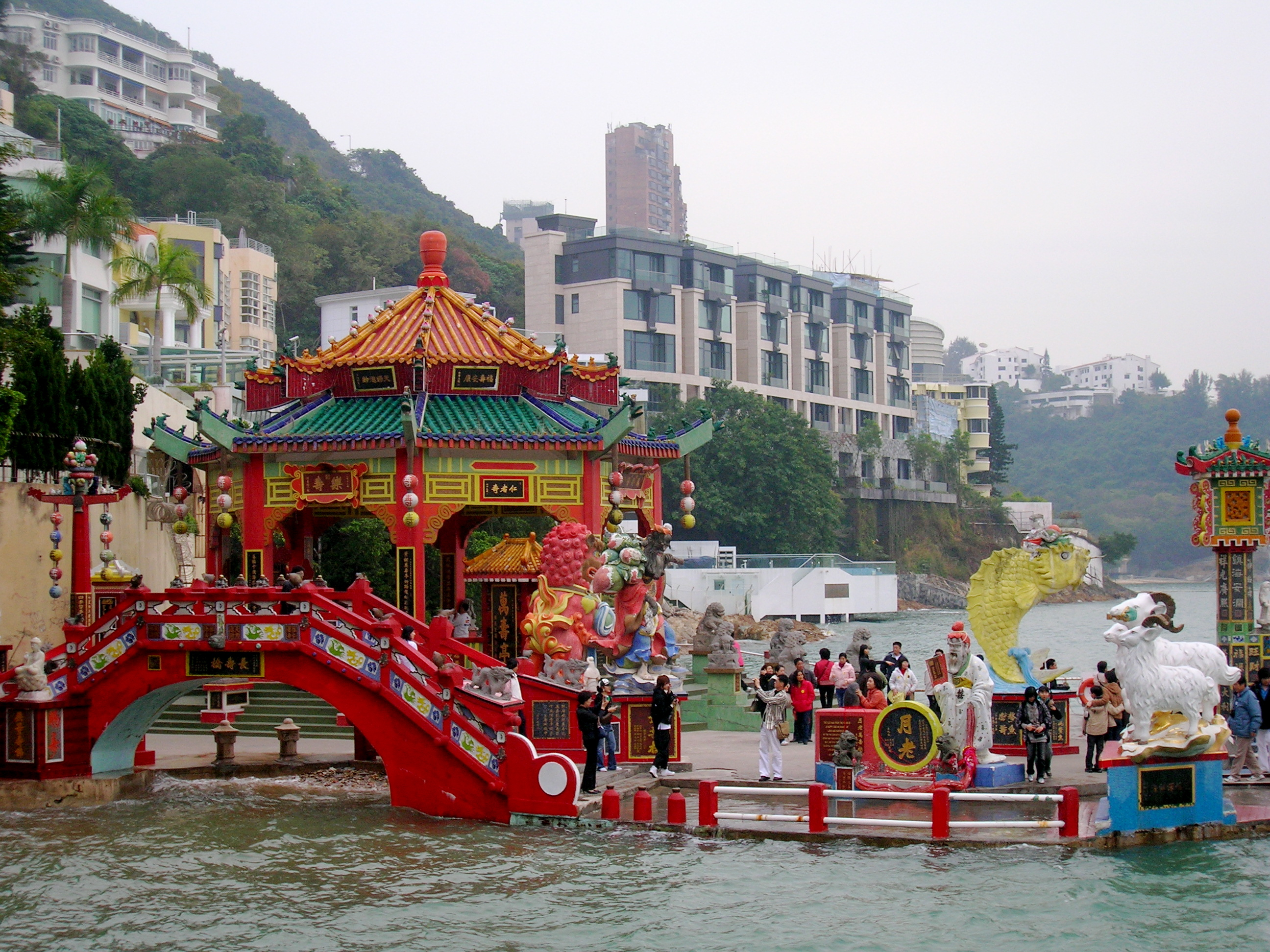
Tsin Shui Wan (Repulse Bay).
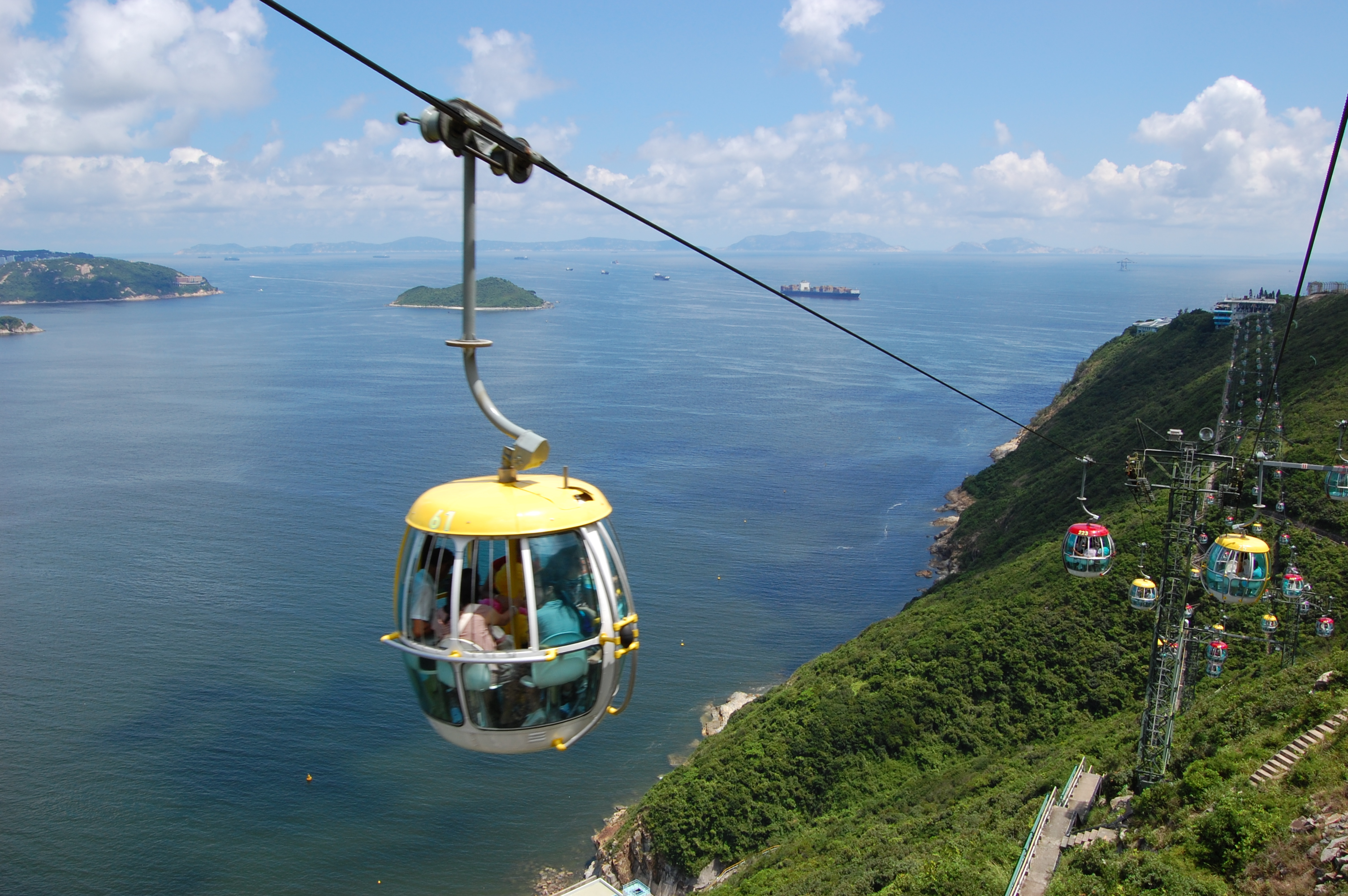
Linbana i Ocean Park.
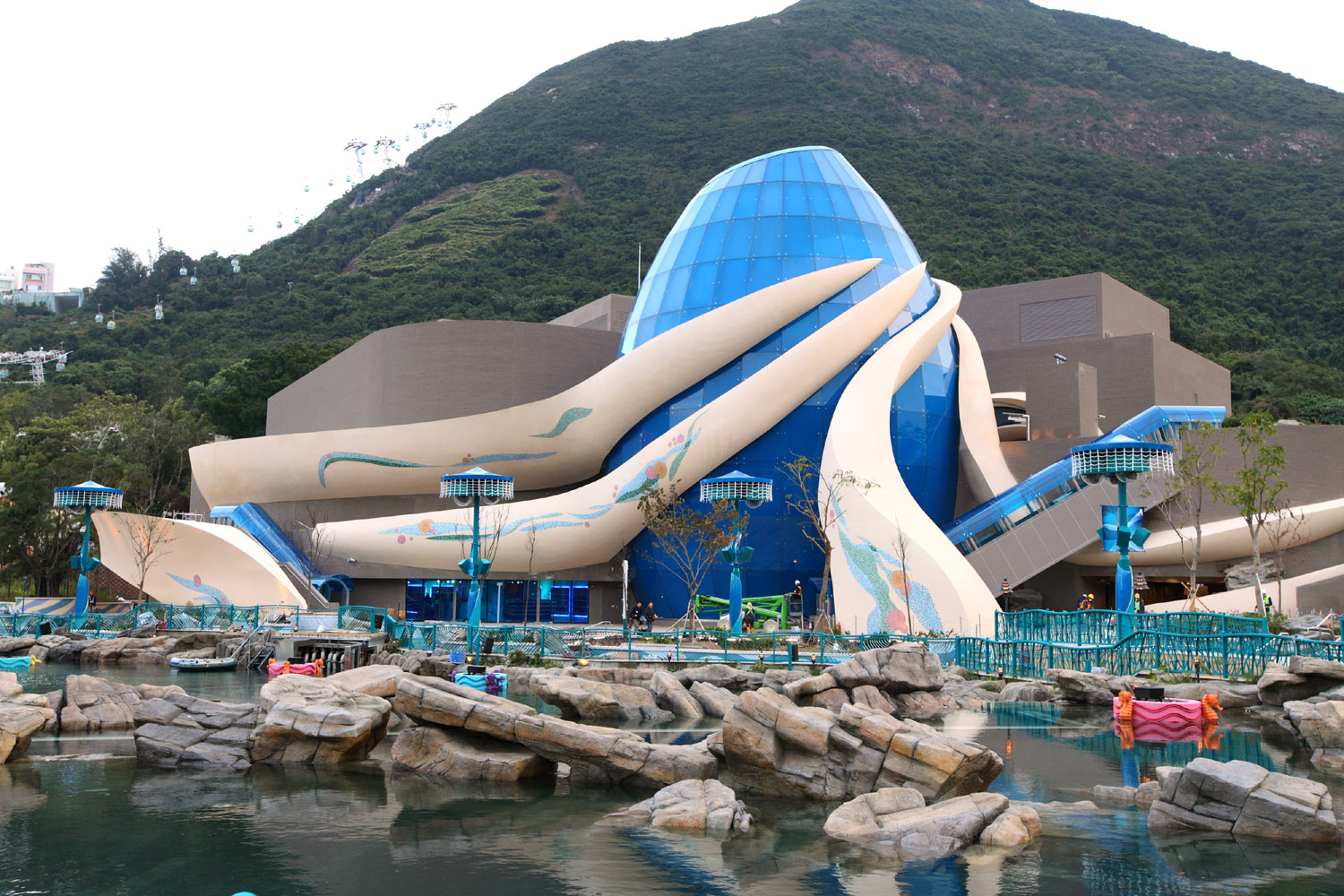
Ocean Park.
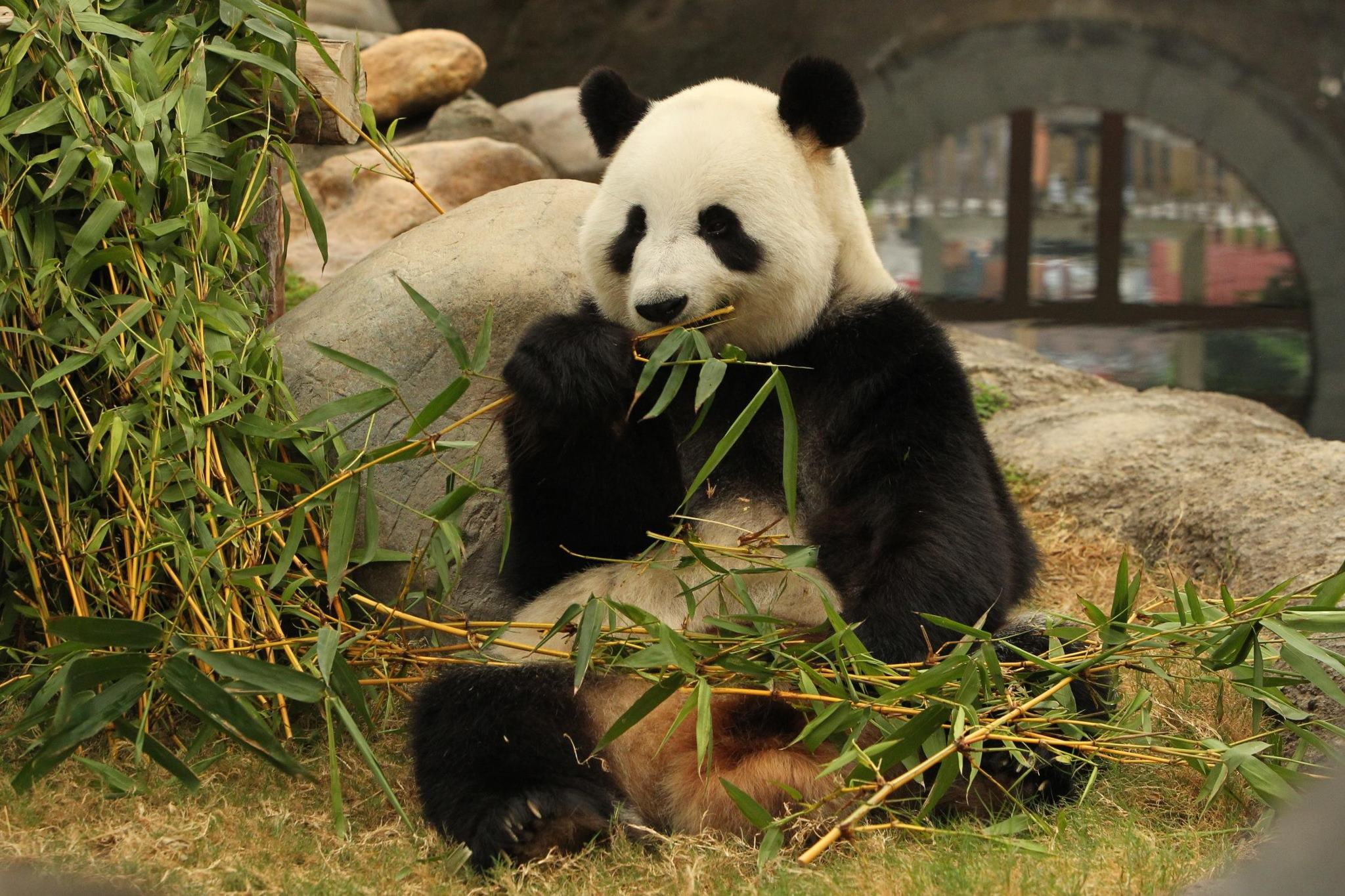
Panda i Ocean Park.
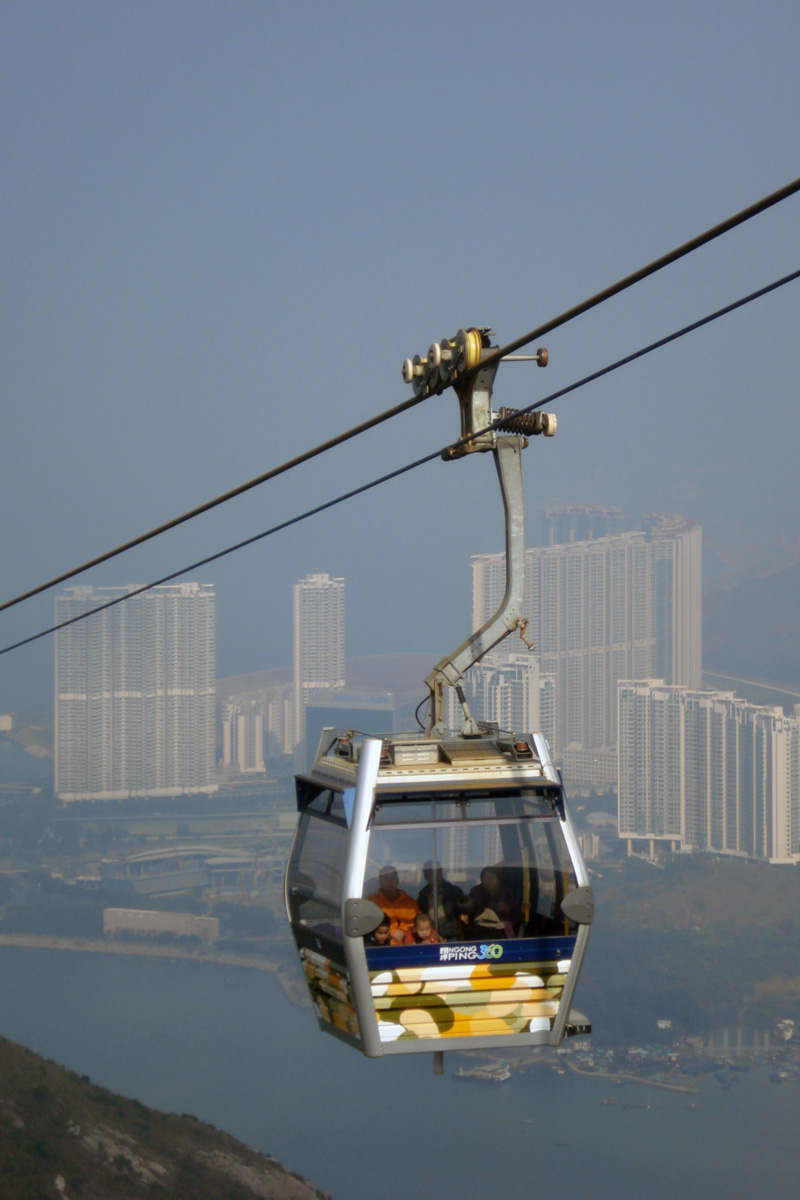
Linbana i Ngong Ping 360.
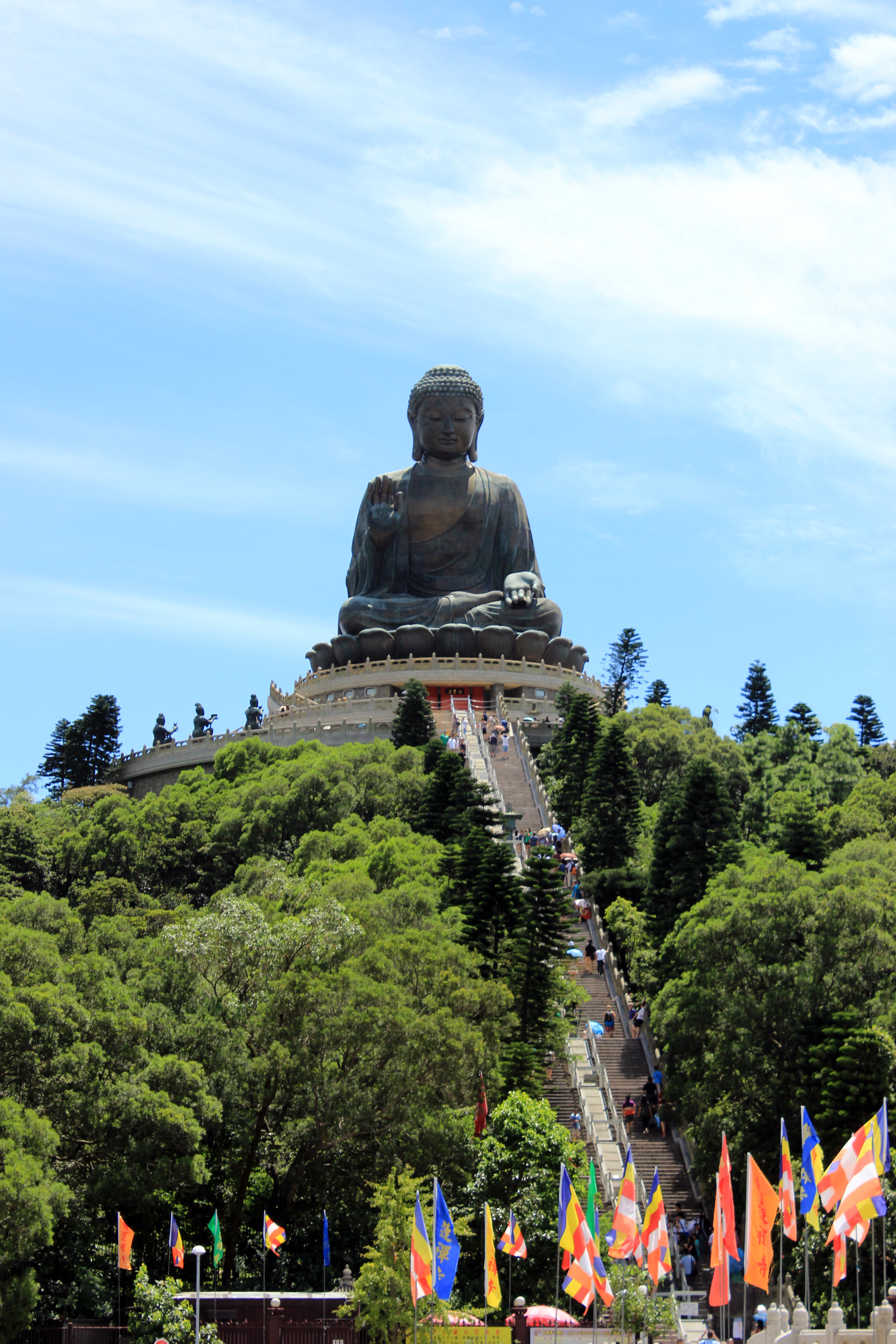
Tian Tan Buddha.
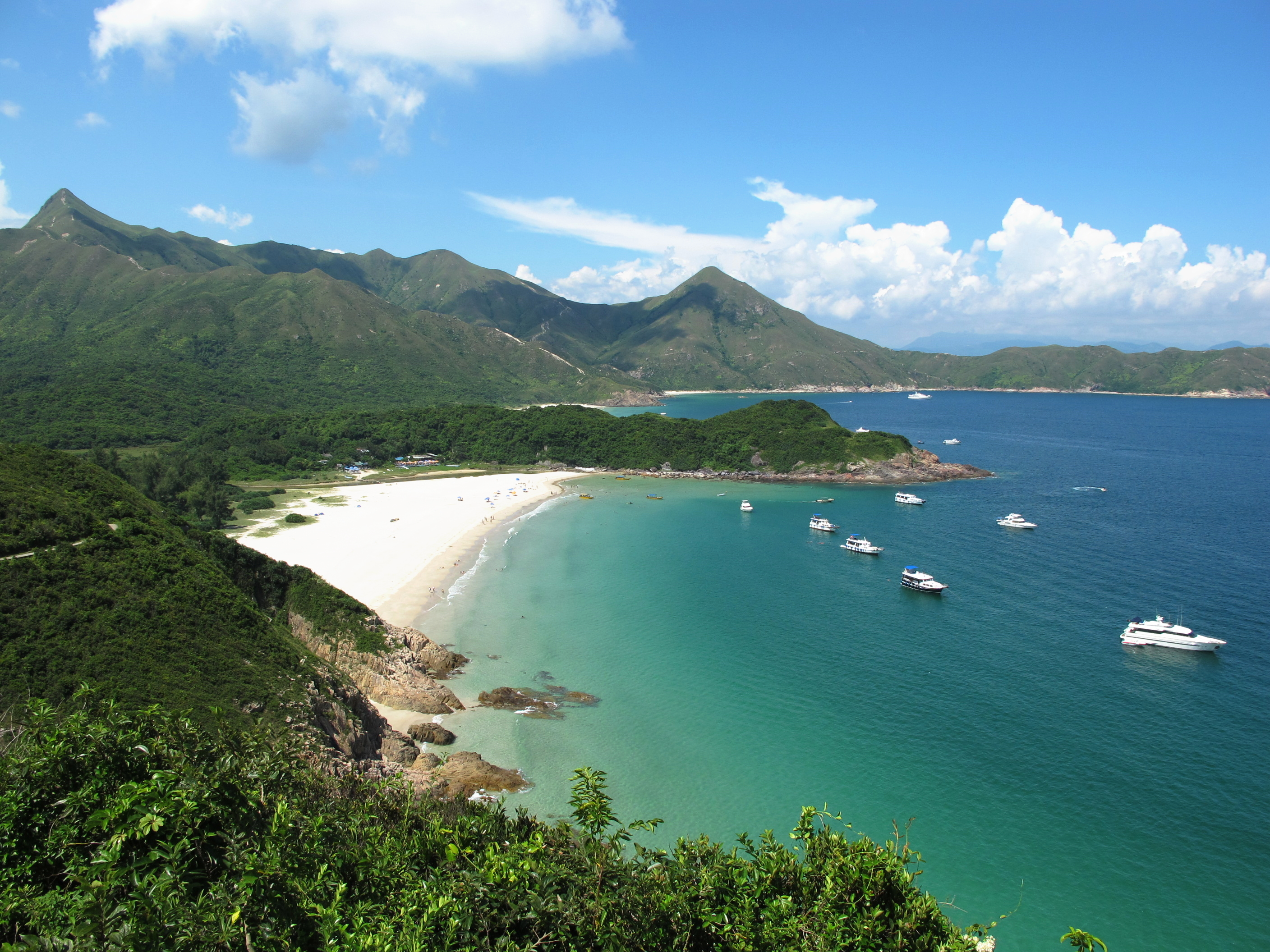
Sai Kung Peninsula.

Nästan samtliga distrikt i Hongkong kan anses vara en turistdestination. Följande sevärdheter kan ses som de viktigaste.

#### Hongkongön
- Victoria Peak
- Victoria Harbour
- Star Ferry Pier, Central
- Lan Kwai Fong
- Soho
- Stanley
- Repulse Bay
- Dr. Sun Yat-sen Museum
- Ocean Park Hong Kong

#### Kowloon
Kowloon Walled City
Inklusive New Kowloon

- Hong Kong Art Museum
- Avenue of Stars
- Clock Tower
- Chungking Mansions
- Hong Kong Cultural Centre
- Hong Kong Heritage Discovery Centre
- Hong Kong History Museum
- Hong Kong Science Museum
- Hong Kong International Hobby and Toy Museum
- Hong Kong Observatory
- Kowloon Park
- Nathan Road
- Ocean Terminal
- The Peninsula Hotel
- Temple Street
- Ladies' Market
- Hong Kong Space Museum
- Star Ferry Pier, Kowloon
- Wong Tai Sin Temple
- Chi Lin Nunnery

#### New Territories
Inklusive Outlying Islands

- Che Kung Temple
- Cheung Chau
- Lamma Island
- Hong Kong Disneyland Resort
- Hong Kong Heritage Museum
- Hong Kong Railway Museum
- Hong Kong Wetland Park
- Ngong Ping 360
- Ping Shan
- Tai O
- Tian Tan Buddha
- Ting Kau Bridge
- Tsing Ma Bridge
- Tung Chung Fort
- Sai Kung

## Internationella relationer

### Sverige
Sveriges ekonomiska förbindelser med Hongkong är främst inriktade på handel och investeringar. Hongkong är en viktig svensk handelspartner och ett 130-tal företag med svensk anknytning finns representerade i Hongkong, varav flera med regionala huvudkontor. Den aktiva svenska handelskammaren räknar mer än 160 företag som sina medlemmar. Cirka 900 personer är registrerade på konsulatets svensklista.
Exportrådet är representerat i södra Kina (Hongkong och Kanton) med sex medarbetare och delar lokaler med generalkonsulatet i Hongkong.
Ett halvt dussin svenska professorer/universitetslärare är verksamma vid universiteten i Hongkong, som gästföreläsare eller på mer permanent basis. Ett växande antal svenska studenter studerar vid universiteten i Hongkong.
En svensk präst från Svenska Kyrkan i Utlandet (SKUT), bor i Hongkong och arbetar deltid för svenskar i Hongkong och Kina. Föreningarna SWEA och SVIV är verksamma i Hongkong. 
Hong Kong Trade Development Council har ett representationskontor i Stockholm. Vidare finns ett Sweden-China Trade Council, som bland annat verkar för ökad handel med Hongkong, en svensk intresseförening The Royal Sweden-Hong Kong Society jämte svensk-kinesiska vänskapsföreningar i Göteborg och Stockholm.
1999 deltog miljöminister Kjell Larsson i en miljökonferens i Hongkong. Demokratiminister Britta Lejon besökte Hongkong och Macau i samband med överlämnandet av Macau till Kina samma år. Under hösten 2001 besökte statssekreterare Sven-Eric Söder, UD, Hongkong liksom statssekreterare Birgitta Boström från Miljödepartementet som deltog i en miljökonferens i Macau. Transport och infrastrukturminister Ulrica Messing besökte Hongkong i november 2004. Under 2005 besökte en utskottsdelegation under ledning av förste vice talmannen Per Westerberg Hongkong, liksom näringsutskottet. Kronprinsessan Victoria besökte Hongkong den 30 september 2005 då hon bland annat deltog i ett designevenemang. I november 2005 besökte finansminister Pär Nuder Hongkong. I december 2005 ledde näringsminister Thomas Östros den svenska delegationen till 6:e WTO:s ministermöte som hölls i Hongkong. Även jordbruksminister Ann-Christin Nykvist besökte Hongkong i samband med WTO-mötet. I januari 2006 besökte trafikutskottet Hongkong och 28-31 augusti 2007 var miljö- och jordbruksutskottet här.
Bland högnivåbesök från Hongkong till Sverige kan nämnas f d miljöministern Gordon Siu 2000 och Chief Secretary for Administration Donald Tsang (numera regeringschef) i maj 2004. Permanent Secretary for Economic Development and Labour, Sandra Lee besökte Stockholm i februari 2005 och Hongkongs Secretary for Health and Welfare, Dr York Chow, besökte Sverige i maj 2005.
Officiella delegationer och företrädare för svensk förvaltning och näringsliv besöker ofta Hongkong. Kulturutbytet mellan Hongkong och Sverige är väletablerat och svenska artister inom främst musik och dans besöker Hongkong med jämna mellanrum. 
I månadsskiftet november/december 2006 besökte ostindiefararen Götheborg Hongkong på sin återresa från Kanton och Shanghai till Sverige. Besöket blev ur Sverigefrämjande synpunkt mycket framgångsrikt. Bl.a. visades samtidigt innovations- och designutställningen ”Improving Life” här liksom fotoutställningen om Carl von Linné ”Herbarium Amoris”.
Sveriges förbindelser med Hongkong är inriktade på handel och investeringar samt forskning och vetenskap. Hongkong är en traditionell handelspartner för Sverige och cirka 120 företag med svensk anknytning finns på plats, flera med regionala huvudkontor. Svenska exportprodukter till Hongkong är telekommunikation, personbilar samt papp och kartong. Hongkong är viktigt från kommersiell synpunkt, särskilt mot bakgrund av den ekonomiska integrationen med södra Kina. Hongkong är en köpstark marknad med goda exportmöjligheter för livsmedel och konsumentprodukter. Sedan viseringsfrihet till EU för hongkongbor infördes för några år sedan finns ett ökat utrymme för turism till Sverige.

## Internationella jämförelser
| Organisation                                | Undersökning                   | Rankning  |
| ------------------------------------------- | ------------------------------ | --------- |
| Heritage Foundation/The Wall Street Journal | Index of Economic Freedom 2019 | 1 av 180  |
| Reportrar utan gränser                      | Pressfrihetsindex 2019         | 73 av 180 |
| Transparency International                  | Korruptionsindex 2018          | 14 av 180 |
| FN:s utvecklingsprogram                     | Human Development Index 2018   | 4 av 179  |